# المسيحية في إندونيسيا

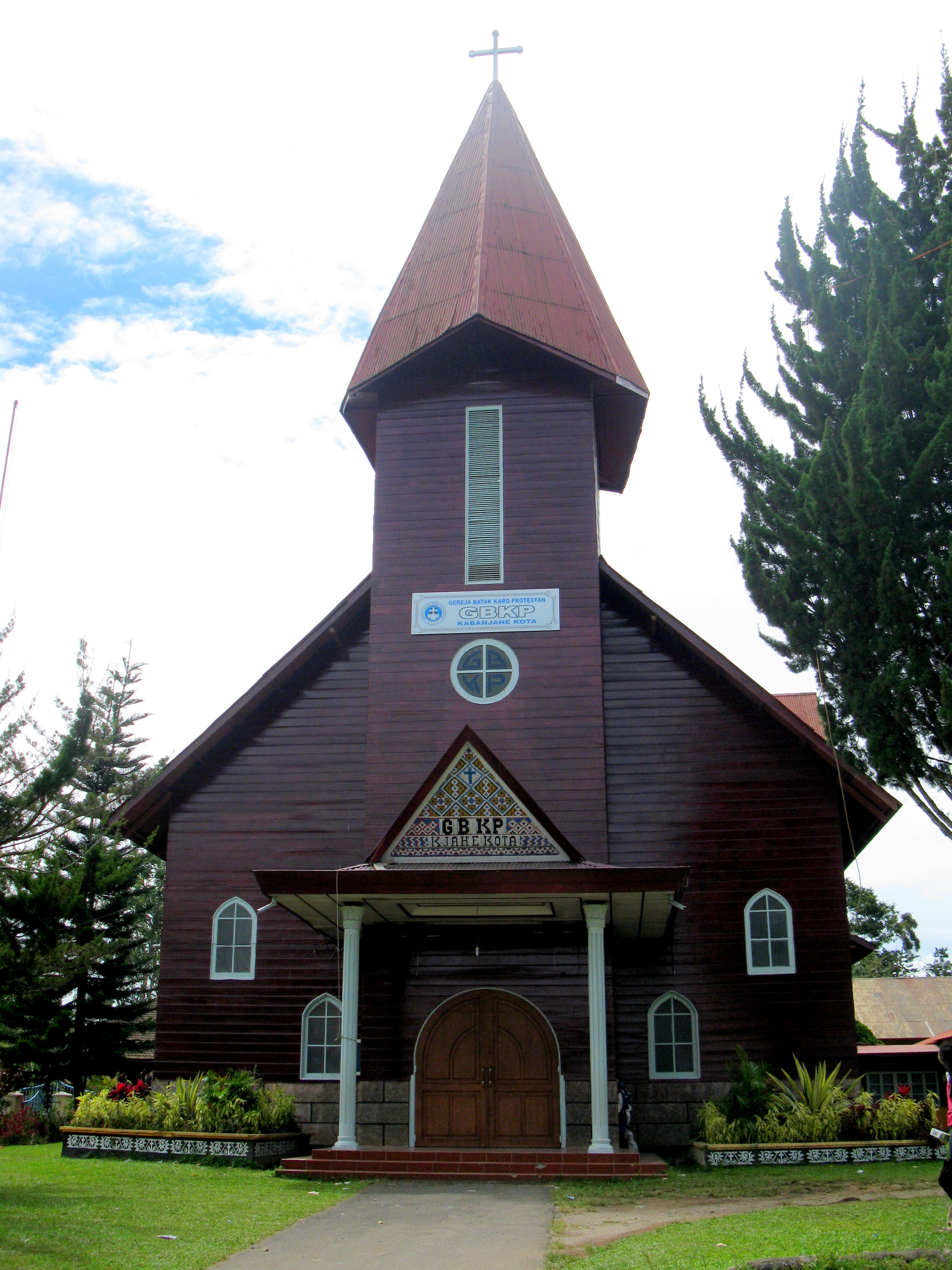
كنيسة بروتستانتية في سومطرة الشمالية.

تُشكّل المسيحية في إندونيسيا ثاني أكثر الديانات انتشاراً بين السكان بعد الإسلام، وفقًا لتعداد السكان عام 2024 تُشّكل مجمل الطوائف المسيحيَّة حوالي 10,73% أي حوالي 30.277.477 مليون نسمة. حكومة إندونيسيا تعترف رسميًا في قسمين مسيحيين رئيسيين في إندونيسيا، وهما البروتستانتية والكنيسة الرومانية الكاثوليكية. يشكل البروتستانت حوالي 70,8% من مجمل مسيحيي إندونيسيا، ويشكل الكاثوليك 29,2% من مجمل مسيحيين إندونيسيا. وتحوي إندونيسيا على واحدة من أكبر التجمعات المسيحية في العالم الإسلامي.
إندونيسيا هي موطن لأكبر مجتمع مسيحي يتألف من المتحولين من الإسلام إلى المسيحية؛ وفقًا لمصادر مختلفة، منذ منتصف وأواخر الستينيات من القرن العشرين، تحول ما بين مليونين إلى 2.5 مليون مسلم إلى المسيحية. في الآونة الأخيرة أزداد معدل نمو المسيحية وانتشارها بشكل خاص بين الأقلية الصينية خاصًة من المتعلمين. وذكرت تقارير صحفية أن بعض الدول الآسيوية، وعلى رأسها إندونيسيا، تشهد حملة ملحوظة من التبشير، أدت إلى تزايد كبير في أعداد المتحولين للمسيحية بحيث بات أفراد هذه الفئة أكثر ظهوراً في الحياة الاجتماعية بالبلاد، وبحسب دراسة تعود إلى عام 2015 كان هناك حوالي 6.5 مليون مسيحي إندونيسي من خلفية إسلامية.
على الرغم من أنَّ نسبة المسيحيين تبلغ 10% من مجموع سكان إندونيسيا، لكن تأثيرهم الاقتصادي ملحوظ ومشاركتهم السياسية آخذة في التزايد على خلفية تجارب سابقة لأحزاب مسيحية اندمجت ضمن أحزاب قومية كبيرة منذ عقود، وقد صُرح لحزبين مسيحيين بالنشاط السياسي وهما حزب السلام والإزهار وحزب حب الديمقراطية للمشاركة في الانتخابات التشريعية. ويعد المسيحيين المجموعة الدينيَّة الأكثر تعلمًا في إندونيسيا حيث وفقًا لدراسة قامت بها مركز بيو للأبحاث عام 2016 تحت اسم الدين والتعليم حول العالم حوالي 15% من المسيحيين في إندونيسيا حاصلين على تعليم عال ومن حملة الشهادات الجامعيَّة، بالمقارنة مع 12% من البوذيين وحوالي 9% من الهندوس وحوالي 7% من المُسلمين في إندونيسيا.

## تاريخ

### تاريخ مبكر

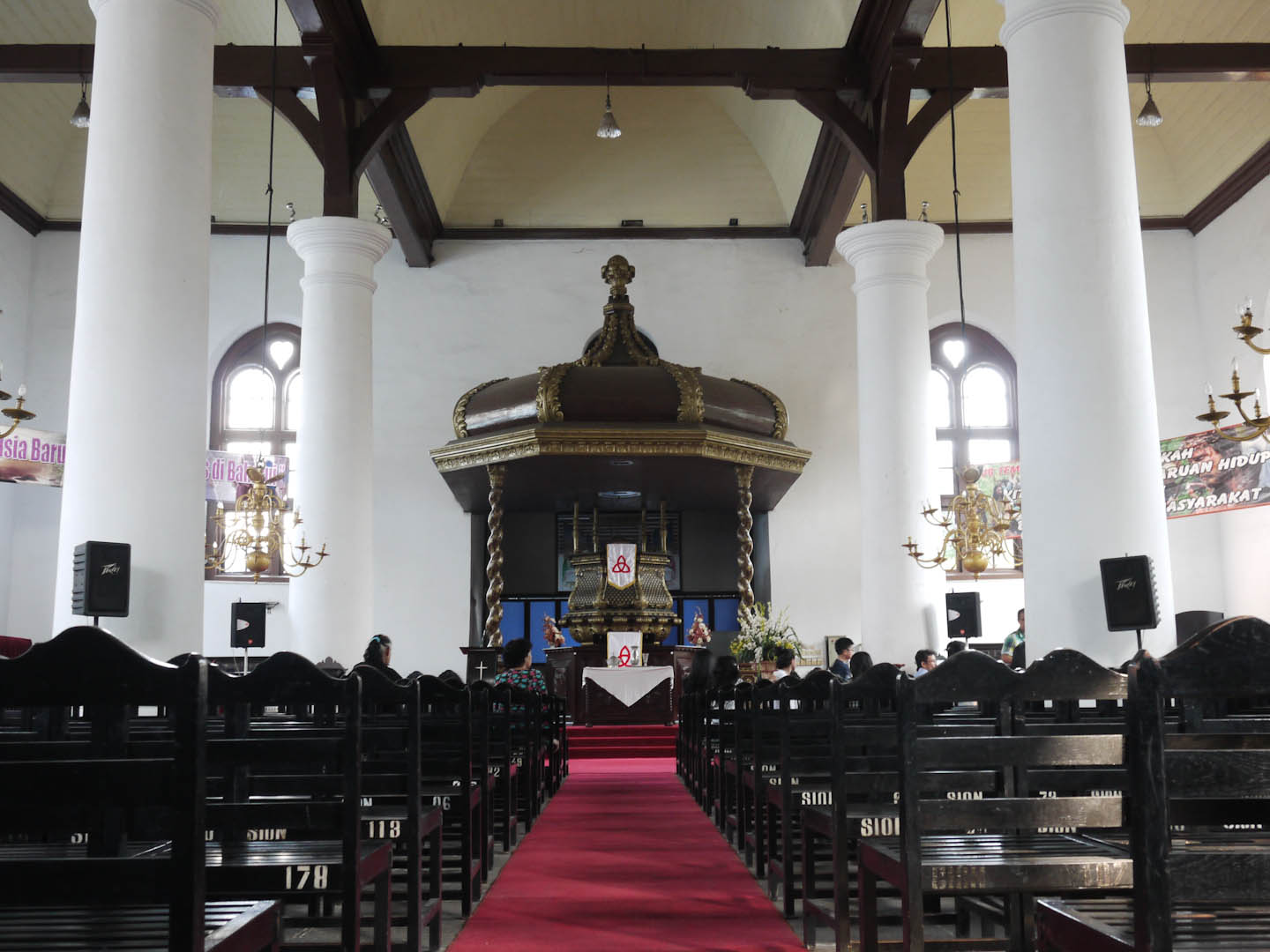
كنيسة صهيون في جاكرتا الغربيَّة، وهي من أقدم الكنائس في إندونيسيا.

يعود تاريخ أول وجود لكنائس المسيحية في البلاد إلى القرن الثاني عشر حيث تشير السجلات إلى تأسيس كنيسة في باروس، على الساحل الغربي لسومطرة الشمالية، وهو مركز تجاري معروف كان يتردد عليه التجار الهنود، وبالتالي ارتبطت الكنيسة مع مسيحيون مار توما. ومن الملاحظ أن عدة رحالة ذكروا كذلك وجود أماكن أخرى مرتبطة بتوما الرسول في سومطرة وهو ما يرى على أنه دليل على نشاط لكنيسة المشرق في تلك الأنحاء. وصلت أول بعثة كاثوليكيَّة إلى إندونيسيا في القرن الرابع عشر، بقيادة الراهب الفرنسيسكاني الإيطالي ماتيوسي. وذكر الراهب في كتابه «سفر الراهب من بوردينوني» أنه زار عدة أماكن مثل سومطرة وجاوة وبنجرماسين في بورنيو بين عام 1318 وعام 1330. وكان قد أرسله البابا لإطلاق مهمة تبشيريَّة في البلدان الآسيوية. في عام 1318 غادر الراهب ماتيوسي من بادوفا، عبر البحر الأسود إلى بلاد فارس، على طول الطريق في كالكوتا ومدراس وسريلانكا. ثم توجه إلى جزيرة نيكوبار على طول الطريق إلى سومطرة، قبل زيارة جاوا وبنجرماسين. وعاد إلى إيطاليا عن طريق البر عبر فيتنام والصين على طول طريق الحرير إلى أوروبا في عام 1330. وكانت المملكة الجاوية المذكورة في سجله ذات تقاليد هندوسية وبوذية. وكانت هذه المهمة التبشيرية هامة حيث توفرت للكنيسة بعض المعلومات حول آسيا. في ذلك الوقت لم يتم تأسيس الكنيسة الكاثوليكية بعد في المنطقة، وكان معظم السكان من معتنقي الهندوسيَّة والبوذيَّة.
في القرن السادس عشر أرسل شمعون مطرانًا إلى جنوب الصين التي كانت ضمن بطريركية تشمل الهند وجاوا بعد انقطاع طال عدة أجيال. كما أرسل البطريرك إلياس الخامس (1502-1503) ثلاثة رهبان إلى كل من هذه المناطق الثلاث تمكنوا خلالها من إعادة بناء هيكلية تلك الكنائس. وشهدت نفس الفترة كذلك نشاطًا بحريًا أوروبيًا في المحيط الهندي فالتقوا مسيحيي القديس توما من أتباع كنيسة المشرق الذين كانوا يتمتعون باستقلالية وامتيازات تجارية. كما التقى المستكشف الإيطالي لوكوفيكو دي فارتيما بمجتمعات مسيحية تتبع كنيسة المشرق في ماليزيا وسومطرة.

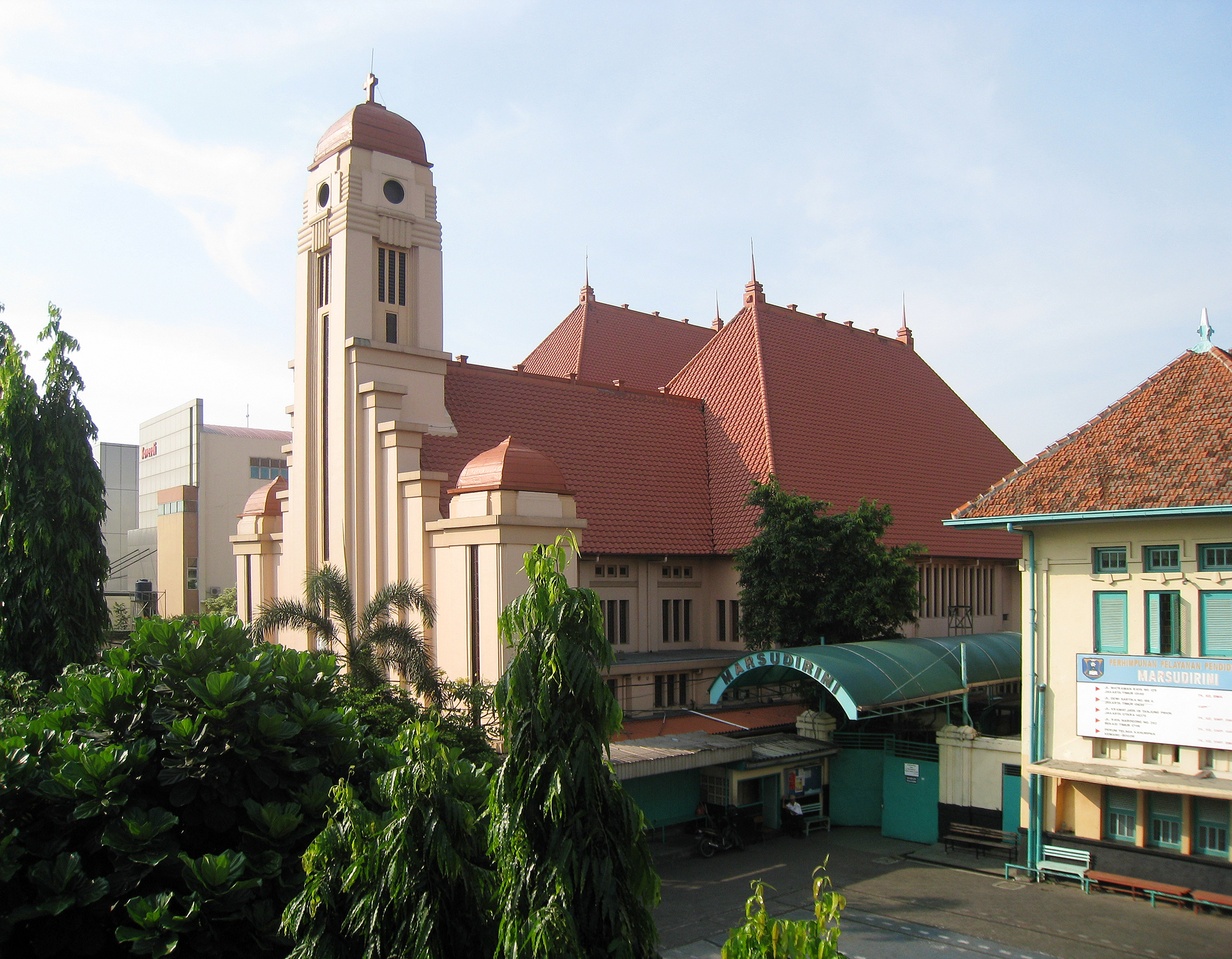
كنيسة القديس يوسف في جاكرتا.

يعود الوجود الفعلي المسيحي في البلاد وأول دليل هام على النشاط المسيحي مع وصول التجار البرتغاليين في القرن السادس عشر، حيث أبحر البرتغاليون شرقاً إلى آسيا واستولوا على سلطنة ملقا في 1511. كان هدف الغزو أساسًا من أجل تجارة التوابل وسعيًا للعثور على ثروتها، لكن مع السيطرة البرتغالية على المنطقة وصل المبشرين الكاثوليك إلى المنطقة، وكان على رأسهم فرنسيس كسفاريوس والذي عمل في أمبون وجزيرة تيرنات وموروتاي في هالماهيرا بين عام 1546 وعام 1547. كما قام المبشرون الدومينيكان بتحويل العديد من السكان المحليين للمسيحية في جزيرة سولور. وعلى الرغم من أنَّ الغزو البرتغالي لاقى استقبالاً جيدًا في البداية من قبل السكان المحليين، الا أنَّ الاستيلاء على غوا فضلاً عن الصراعات الإسلامية المسيحية أقنع المسلمين المالاكان أنَّ وجود المسيحيين البرتغاليين سيكون وجود عدائي. ويعتقد أن الاستيلاء على سلطنة ملقا أدى إلى تعزيز الشعور بالتضامن الإسلامي ضد البرتغاليين المسيحيين، ومقاومة مستمرة ضد البرتغاليين من آتشيه والدولة العثمانية. وعلى الرغم من أن البرتغاليين قاموا ببناء بعض الكنائس في ملقا البرتغالية نفسها، إلا أن تأثيرهم الإنجيلي في الأقاليم المجاورة ربما كان أكبر في نشر المسيحية. مع طرد البرتغاليين من جزيرة تيرنات في عام 1574، وقتل العديد من الكاثوليك في شمال جزر الملوك وأجبر بعضهم على التحول إلى الإسلام. في عام 1605 احتلت شركة الهند الشرقية الهولندية أمبون، وفي وقت لاحق اضطر الكاثوليك إلى التحول إلى البروتستانتية. وحدث الشيء نفسه في مانادو وجزر سينغيه وجزر تالاود. في عام 1613 سقطت جزيرة سولور أيضاً على يد الهولنديين، وانخفضت أنشطة البعثة الكاثوليكية في فلوريس وتيمور، على الرغم من أنها لا زالت واقعة تحت الإدارة البرتغالية.

### الحقبة الاستعمارية

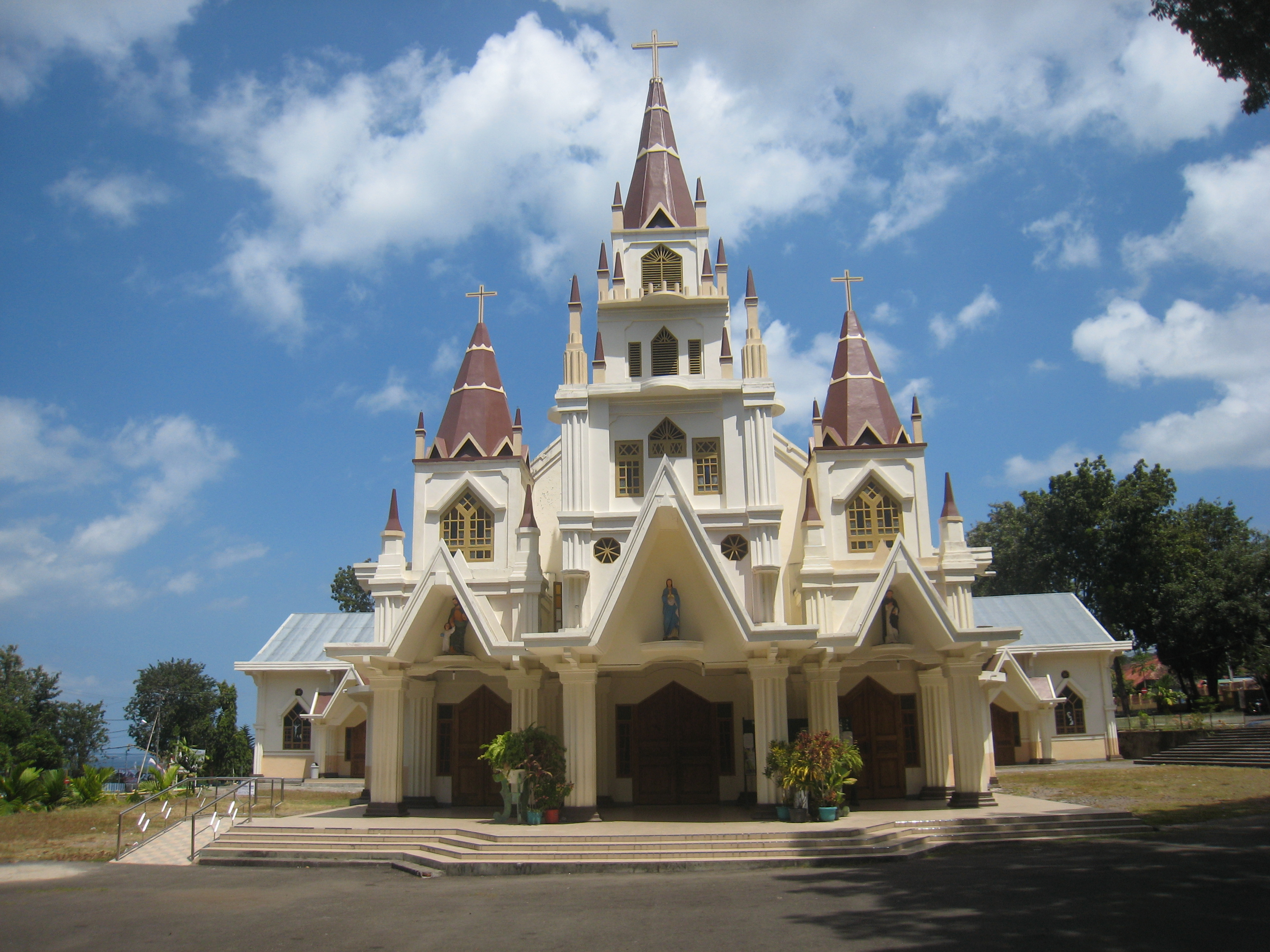
كاتدرائيَّة لارانتوكا الكاثوليكيَّة.

امتدت أراضي مملكة لارانتوكا التاريخيَّة على أراضي نوسا تنقارا الشرقية الحاليَّة بإندونيسيا. وكانت واحدة من الكيانات السياسيَّة القلائل، إن لم تكن الوحيدة، الرومانية الكاثوليكية المحليَّة في أراضي اندونيسيا الحديثة. وكان أدوبالا أول حاكم للبلاد أول رجا أو «حاكم» للمملكة يتم تعميده في عام 1650، تلاه تحول عموم المملكة إلى المذهب الكاثوليكي. كان أدوبالا قد نشأ على التعليم البرتغالي، وهو تقليديًا الحاكم التاسع للمملكة وتعمد في عهد بيدرو الثاني ملك البرتغال.:174 بالإضافة إلى ذلك، تشير المصادر البرتغالية إلى حٌكم حاكم كاثوليكي آخر وهو دوم كونستانتينو بين عام 1625 إلى عام 1661، مما يعني أنَّ أدوبالا قد لا يكون الأول في خط الملوك الكاثوليك في لارانتوكا.:175 وكان دور الرهبان الدومينيكان حيوياً في انتشار الكاثوليكية في المنطقة حتى تم استبدالهم لاحقًا في القرن التاسع عشر باليسوعيين.:66
حافظ النظام على شكل من أشكال سياسة إغلاق الميناء للأجانب في أواخر القرن القرن السابع عشر.:60 وكانت هناك أيضًا بعض التفاعلات مع المسلمين خصوصاً مع سلطنة بيما المُجاورة، وكان سلطان سلطنة بيما قد فرض سلطته على أجزاء من فلوريس الغربية في عام 1685.:177 ولم تكن مناطق المملكة متجاورة، وكانت تتخللها ممتلكات لعدد من الأنظمة السياسية والتي كان بعضها إسلاميَّة. تطورت في المملكة تقاليد كاثوليكية فريدة من نوعها، ومن مظاهرها الفن المعماري للكنائس والمطبخ والأعياد خصوصاً مواكب يوم الجمعة العظيمة وعيد القيامة. وفقاً لتعداد عام 2010، فإن غالبية السكان في المناطق السابقة للمملكة، ومقاطعة نوسا تنقارا الشرقية ككل، ظلوا على المذهب الكاثوليكي. والتي لديها أعلى نسبة من المسيحيين بالمقارنة أي مقاطعة أخرى في إندونيسيا، إلى جانب أعلى نسبة للسكان الكاثوليك في البلاد.

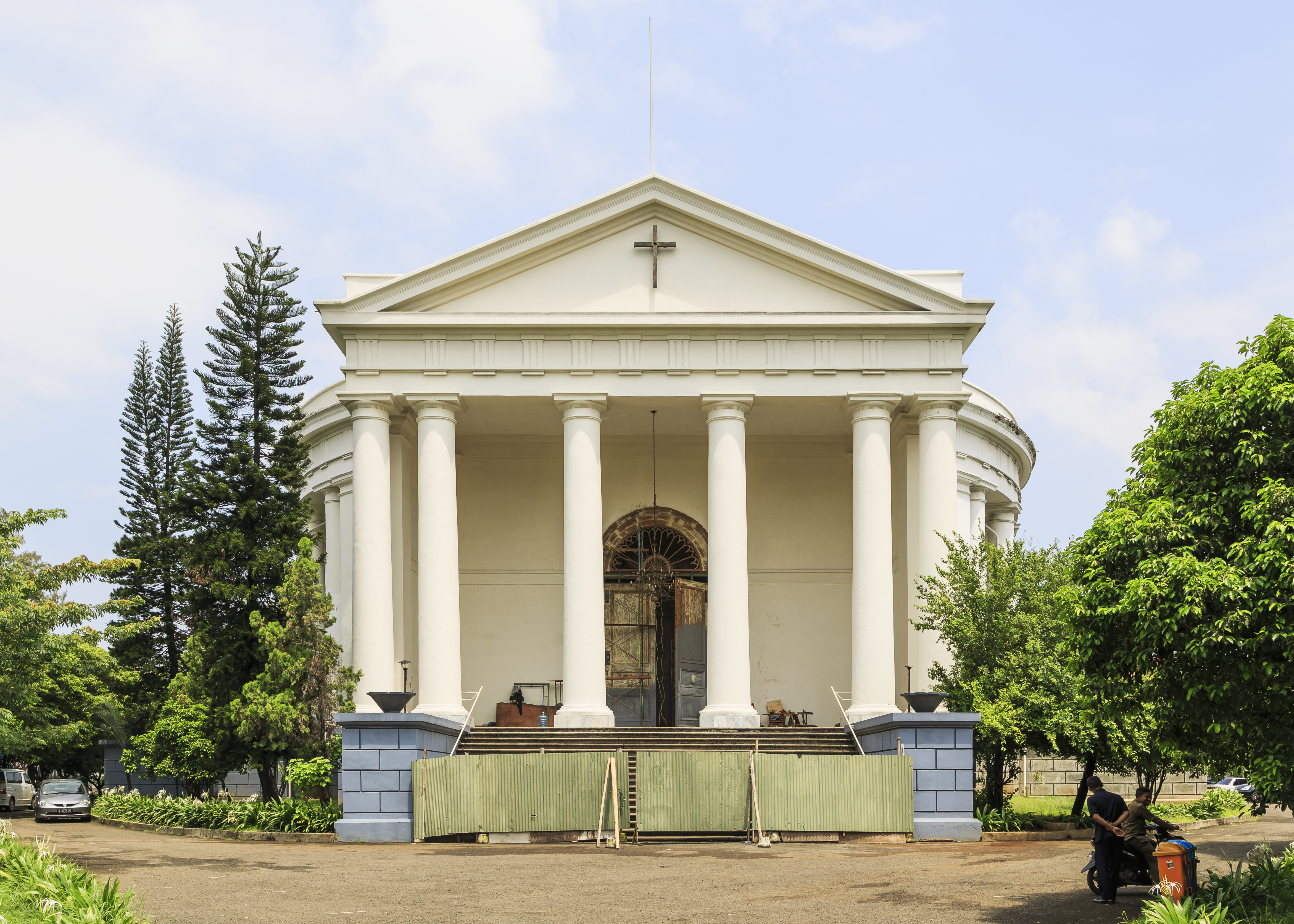
كنيسة عمانوئيل الإصلاحيَّة في جاكرتا.

في القرن السابع عشر بدأ النزاع بين التجار الهولنديين والبريطانيين، في 1602 أنشأ الهولنديون شركة الهند الشرقية الهولندية (VOC) وأصبحت القوة الأوربية المهيمنة. وبعد إفلاسها في عام 1800، أنشأت حكومة هولندا مستعمرة جزر الهند الشرقية الهولندية المؤممة. كانت السيطرة الهولندية خلال معظم الفترة الاستعمارية مقتصرة على المناطق الساحلية، بينما كان النفوذ ضعيفاً داخل الجزر، لكن في أوائل القرن العشرين امتدت الهيمنة الهولندية لتشمل حدود إندونيسيا الحالية. خلال الفترة الاستعماريَّة في البلاد، ساهمت سياسة حظر الكاثوليكية في زيادة كبيرة في نسبة وعدد المؤمنين البروتستانت في إندونيسيا. العداء من قبل الهولنديين تجاه الكاثوليكية يعود تاريخها بسبب استقلال الأمّة البروتستانتية الهولندية بعد الحرب الدامية التي امتدت ثمانين عامًا ضد الحكم القمعي الكاثوليكي لأسرة هابسبورغ في إسبانيا. في القرن السادس عشر فتح باب التبشير الهولندي الإصلاحي واللوثري، وبحلول منتصف عقد 1700 تواجد مجتمع لوثري كبير في جاكرتا، وكان يتعبد السكان المحليين في الكنيسة اللوثرية التي بناها الحاكم اللوثري الجنرال غوستاف ويليم فان إمهوف في عام 1749. وفي عام 1817 أسس الهولنديون «إنديش كيرك» كاتحاد مكون من الطوائف الإصلاحية واللوثرية، والمعمدانية والأرمينيانية والمينوناتية. في عام 1835 قرر فيلم الأول ملك هولندي أن مجلس الكنيسة سوف يقوم بالإشراف على الطوائف البروتستانتية في المستعمرة الهولندية. خلال القرن الثامن عشر قدم التجار الأرمن للتجارة في جزيرة جاوة، ومع وصولهم للجزيرة واستقرارهم فيها قاموا ببناء الكنائس الأرمنيَّة الأرثوذكسيَّة إلى جانب المدارس الأرمنيَّة للاهتمام بالجالية.

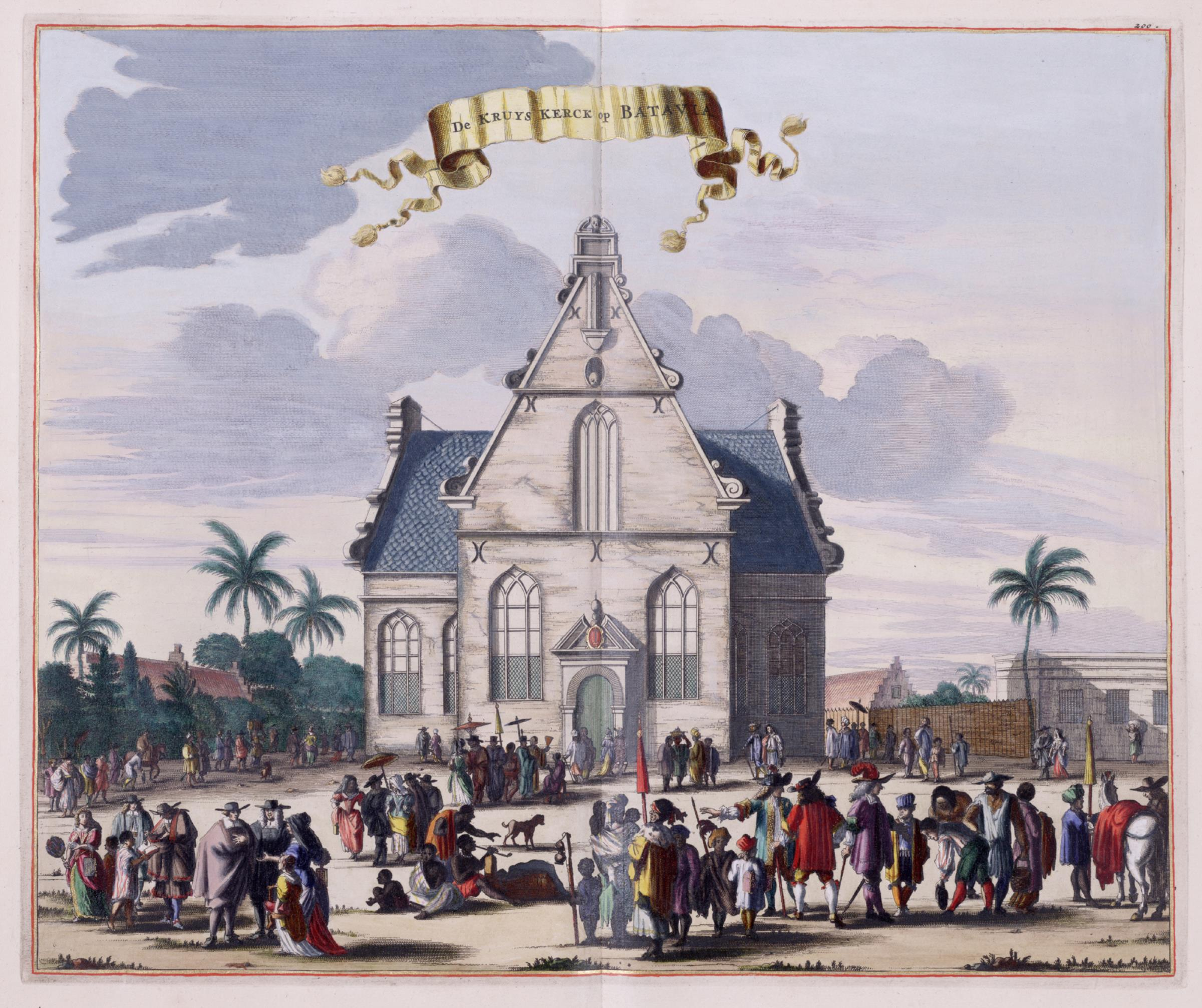
ملصق يصور الكنيسة الهولنديَّة في باتافيا، جزر الهند الشرقية الهولندية، 1682.

وبعد رفع الحظر عن قانون التبشير في الكاثوليكية تم إضفاء الصفة القانونية على الكنيسة الكاثوليكية في المملكة الهولندية بدءًا من عام 1800، عادت الكاثوليكية في الانتشار من جديد في جزر الهند الهولندية. على الرغم من أن هذا الإجراء كان موجهًا أساسًا إلى الكاثوليك الأوروبيين، منذ تولي ديندلز الحكم تحت سلطة نابليون، وتم تعميم هذه الحرية لاحقًا من قبل توماس رافلز. ومنذ عام 1835 كانت الكنيسة الكاثوليكية تابعة للدولة الاستعمارية حيث حصل رجال الدين على رواتب من الحكومة الإستعمارية والتي كان لها الحق في رفض التعيينات الكنسيَّة. في عام 1846، أدت الاشتباكات حول السياسة إلى طرد جميع البعثات الكاثوليكية بإستثناء كنيسة واحدة من المستعمرة. في عام 1848 كانت هناك كنائس كاثوليكية في أربعة مراكز فقط في المستعمرة. لم يبدأ العمل النشط للبعثات حتى النصف الثاني من القرن التاسع عشر وكان يتركز في عدد قليل من المناطق.
كانت لارانتوكا في جزيرة فلوريس حقل مهم للبعثات التبشيرية اليسوعية، لأن حرية للكنيسة الكاثوليكية بالعمل كانت مضمونة هناك بموجب معاهدة 1859 مع الإمبراطورية البرتغالية، وكانت كل من بنغكولو وبانغكا وبورنيو الغربية وجزر غينيا الجديدة من المناطق التي عملت فيها البعثات الكاثوليكية بنشاط. وأكدت المعاهدة الإمبراطورية البرتغالية أيضًا على أن السكان الكاثوليك في المنطقة سيظلون كذلك تحت سلطة الإمبراطورية الهولندية البروتستانتيَّة، وكانت السلطات الهولندية قد أرسلت الرهبان اليسوعيين إلى المنطقة للتبشير بين السكان. واعتنق العديد من شعب الداياك في المناطق الداخلية من شمال سومطرة الكاثوليكية في هذا الوقت، على الرغم من أن السلطات حظرت المبشرين الكاثوليك بالعمل في أجزاء أخرى من المحافظة. في عام 1898 بدأ برنامج البعثة الكاثوليكية أيضًا في منتيلان، على الرغم من أنه لم يتم تثبيت أول كاهن من العرقية الجاويَّة حتى عام 1926.

### الاستقلال والعصور الحديثة

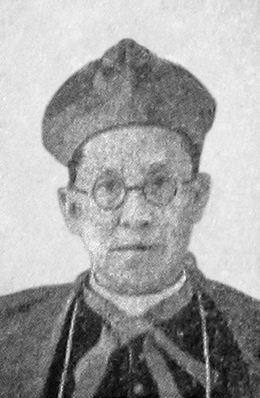
ألبيرتوس سيجيجابراناتا أول رئيس أساقفة إندونيسي.

في عام 1941 كان هناك 1.7 مليون بروتستانتي وحوالي 600,000 كاثوليكي من أصل 60 مليون أندونيسي. وانتهى الإستعمار الهولندي بغزو اليابان لإندويسيا خلال الحرب العالمية الثانية، وقد ساند الغزو ثورة استقلال إندونيسيا المقموعة سابقاً. وبعد يومين من استسلام اليابان في أغسطس 1945، قام الزعيم الوطني المؤثر سوكارنو بإعلان الاستقلال وعُيّن رئيساً. لكن هولندا حاولت إعادة سيطرتها فجوبهت بكفاح مسلح ووجهود دبلوماسية استمرت حتى كانون الأول 1949 اعترفت هولندا على إثرها رسمياً باستقلال إندونيسيا بعد مواجهتها ضغوطاً دولية. وكان السياسي أمير شريف الدين ثاني رئيس وزراء إندونيسيا بين عام 1947 وعام 1948 قد تحول من الإسلام إلى المسيحية في عام 1931. وبحسب الموسوعة المسيحية العالمية تحول بين عام 1965 إلى عام 1985 حوالي 2.5 مليون مُسلم إندونيسي إلى الديانة المسيحية.
في 29 يونيو من عام 1967 أصبح ألبيرتوس سيجيجابراناتا أول إندونيسي يترأس منصب رئيس أساقفة، ويتذكر الكاثوليك الجاويين سيجيجابراناتا بفخر، والذين يمتدحون قوة إرادته خلال الاحتلال والثورة الوطنية. وصف المؤرخ أنهار غونغ قونغ ألبيرتوس سيجيجابراناتا بأنه ليس فقط أسقفًا، ولكنه زعيم إندونيسي. وشارك العديد من الإساقفة الإندونيسيين في المجمع الفاتيكاني الثاني الذي عقد من عام 1962 إلى عام 1965. زار البابا بولس السادس البلاد في عام 1970 ثم تبعه البابا يوحنا بولس الثاني في عام 1989. نمت عضوية الكنيسة الكاثوليكية في تيمور الشرقية بشكل كبير في ظل الحكم الإندونيسي، حيث أن عقيدة الدولة الاندونيسيَّة (بانكاسيلا) لا تعترف بالمعتقدات التقليدية، وتطلب من جميع المواطنين الإيمان بالله. أسفر بانكسيلا اندونيسيا على تحويلات جماعيَّة إلى الديانة المسيحية، وتم استبدال رجال الدين البرتغاليين بكهنة إندونيسيين وتم تغيير لغة القداديس الدينيَّة من اللغة البرتغالية واللاتينيَّة باللغة الإندونيسية. بينما أطلق فقط 20% من سكان تيمور الشرقية على أنفسهم كاثوليك عشيَّة غزو واحتلال البلاد من قبل إندونيسيا عام 1975، لترتفع نسبة الكاثوليكي إلى حوالي 95% بحلول نهاية العقد الأول بعد الغزو. على الرغم من أن الصراع بين تيمور الشرقية وإندونيسيا لم يكن حول الدين، فإن المؤسسة الكنسيَّة ذات الجذور المحلية العميقة في تيمور الشرقية لم تميز المنطقة فقط عن اندونيسيا المسلمة، ولكنها لعبت دورًا هامًا في حركة المقاومة، ممثلة في المطران كارلوس فيليبي خيمينيس بيلو الحائز على جائزة نوبل للسلام لعام 1996.

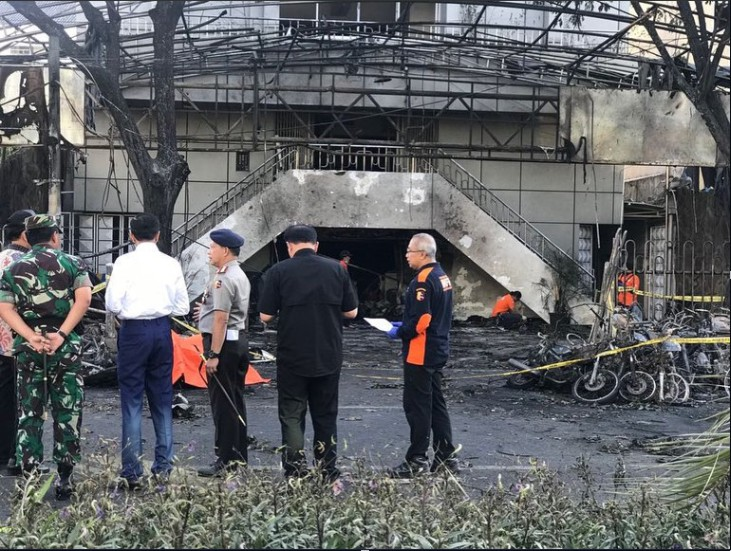
كانت ثلاث كنائس هدفاً للتفجيرات الانتحارية في سورابايا عام 2018.

بين عام 1991 حتى 12 فبراير من عام 2002 شهدت جزر الملوك شهدت صراع طائفي وإثني بين السكان المسيحيين والمسلمين، وتعزى الأسباب الرئيسية للصراع إلى عدم الإستقرار السياسي والاقتصادي العام في إندونيسيا بعد سقوط سوهارتو وتخفيض قيمة الروبية خلال وبعد أزمة اقتصادية أوسع في جنوب شرق آسيا. وقد أدى التقسيم المقبل لمقاطعة مالوكو آنذاك إلى مقاطعة مالوكو الحالية ومقاطعة مالوكو الشمالية إلى تفاقم النزاعات السياسية القائمة في المنطقة، كما اتسم النزاع السياسي على أسس دينية، واندلع القتال بين الطائفة المسيحية والمسلمة في يناير من عام 1999، ما أدى إلى يمكن وصفه بأنه حرب شاملة وفظائع ضد السكان المدنيين ارتكبها الجانبان. وبالتالي فإن المتحاربين الرئيسيين كانوا من الميليشيات الدينيَّة من كلا الديانتين، بما في ذلك تنظيم الجهاد الإسلامي والقوات العسكرية الحكومية الإندونيسية. وفي ديسمبر من عام 2000 استهدفت عدد من الكنائس ورجال دين مسيحيين في عدة مدن اندونيسية من بينها العاصمة واوقعت التفجيرات تسعة عشرة قتيلاً. وحتى بعد تراجع نزاع جزر الملوك، ما يزال المسيحيين ضحايا لهجمات بسيطة، ولكن مُنتظمة من قبل المنظمات الإسلامية المتطرفة مثلالجبهة الدفاعية الإسلامية. وفي عام 2005 صُدم المجتمع المسيحي بحادثة قطع رؤوس لثلاث تلميذات مسيحيات، ارتكبها متطرفون مسلمون في جزيرة سولاوسي. في عام 2014 نُصّب باسكوكي تاجاهاجا بورنام كأول مسيحي حاكماً لمدينة جاكرتا للمرة الأولى منذ 50 عاماً، رُغم أسابيع من احتجاجات الإسلاميين في إندونيسيا. وفي عام 2017 أصدرت محكمة أندونيسية حكماً بالسجن، ضد باسكوكي تاجاهاجا بورنام حاكم العاصمة جاكرتا المنتهية ولايته لمدة عامين بتهمة التجديف، وذلك في حكم أقسى من المتوقع. واتُهم «باسوكي تجاهاجا بورناما»، ويعرف أيضاً بـ «أهوك» بإهانة الإسلام، وذلك بالإشارة إلى آية في القرآن خلال خطاب انتخابي عام 2016. من جانبه نفى بورناما، تهمة التجديف وأعلن عزمه الطعن على الحكم. وفي 13 مايو من عام 2018، كانت ثلاث كنائس هدفاً للتفجيرات الانتحارية في سورابايا.

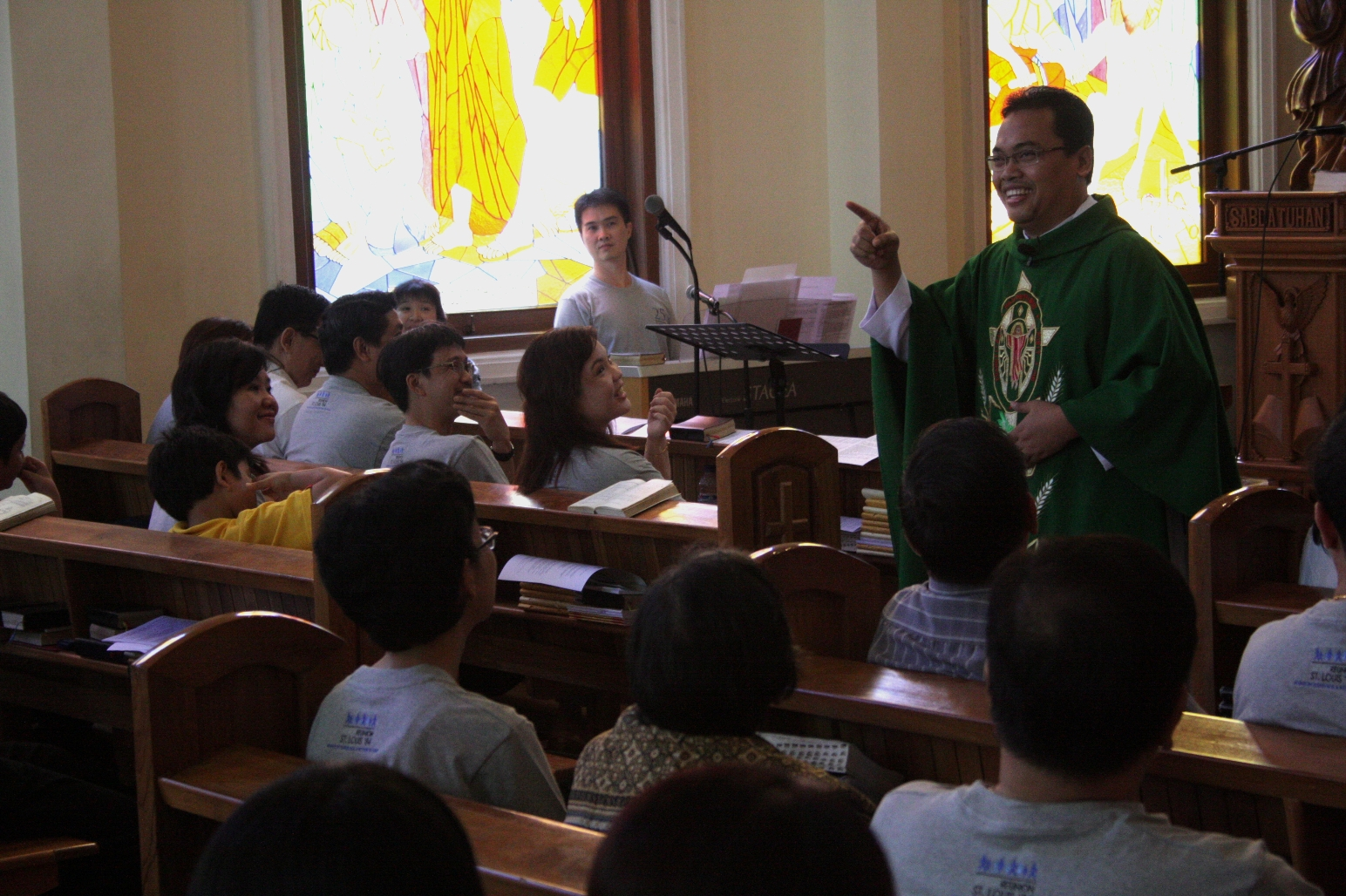
طلاب في مدرسة القديس لويس الكاثوليكية في سورابايا.

في العقود الأخيرة أزداد معدل نمو المسيحية وانتشارها بشكل خاص بين الأقلية الصينية خاصًة من المتعلمين، وذكر تقرير أريس انانتا في عام 2008 أن «الأدلة تشير إلى أن المزيد من الصينيين البوذيين في إندونيسيا أصبحوا مسيحيين مع إزياد مستويات تعليمهم». وذكرت تقارير صحفية أن بعض الدول الآسيوية، وعلى رأسها إندونيسيا، تشهد حملة ملحوظة من التبشير، أدت إلى تزايد كبير في أعداد المتحولين للمسيحية بحيث بات أفراد هذه الفئة أكثر ظهوراً في الحياة الاجتماعية بالبلاد، وبحسب دراسة قامت جامعة سانت ماري وجامعة أدنبرة تعود إلى عام 2014 وعام 2015 يوجد حوالي 6.5 مليون مسيحي إندونيسي من خلفية إسلامية، وتعتمد الدراسة في تقديرها للعدد على تقدير أفيري ويليس -القيادي السابق لأحد المنظمات التبشيرية- سنة (1977)، ويشمل العدد المذكور (6.5 مليون) هؤلاء المتحولين الأوائل -الذين قد مات بعضهم- وكذلك أطفالهم. وتشير دراسة جامعة أدنبرة أن الانقلاب الشيوعي الفاشل في عام 1965، وبسبب المذابح التي تلت ذلك هذا الانقلاب من قبل المسلمين، والتشريعات التي تطلبت التسجيل لواحدة من الأديان الرسمية الخمسة في البلاد، أدت إلى تحول ضخم للكنائس المسيحية بسبب ما اعتبره البعض من المتحولين وحشية ترتكب باسم الإسلام. وفقاً لتقرير حول الحقوق الدينية في العالم، اتهم بعض المسلمين المبشرين المسيحيين باستخدام الطعام وتمويل المشروعات الصغيرة لجذب المسلمين الفقراء إلى المسيحية. وشهدت الكنيسة الكاثوليكية نموًا كبيرًا خاصةً في المناطق التي يسكنها عدد كبير من الإندونيسيين الصينيين والجاويين. على سبيل المثال في عام 2000 ضمت جاكرتا حوالي 301 ألف كاثوليكي، في حين لم يكن هناك سوى 26 ألف كاثوليكي في عام 1960.

## الطوائف المسيحية

### البروتستانتية

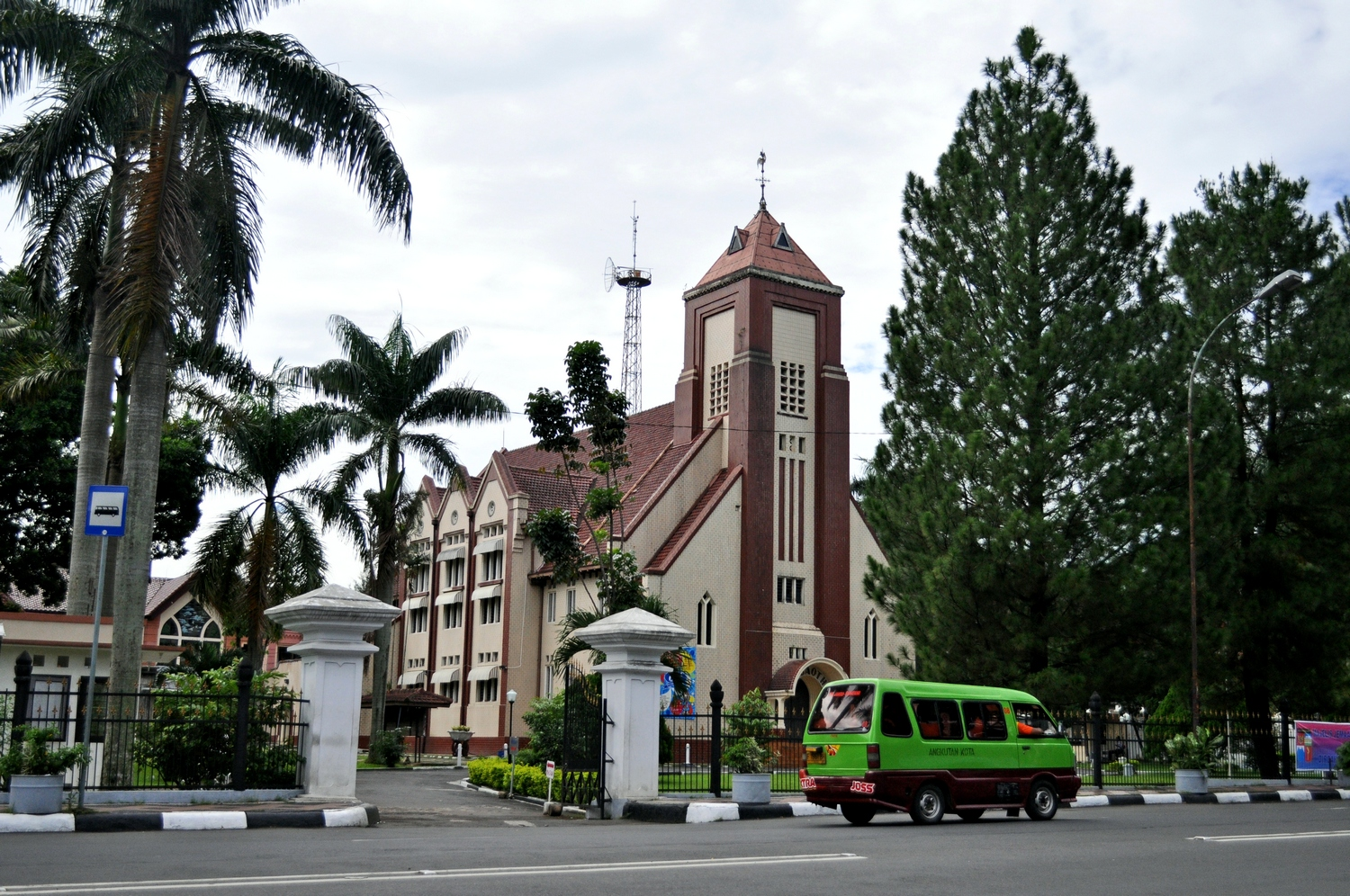
كنيسة بروتستانتية في مدينة بوكور.

البروتستانتية هي واحدة من الأديان الستة المعترف فيها في البلاد، ويشكل أتباعها يشكل الجزء الأكبر من المسيحيين في إندونيسيا، وهي ثاني أكبر طائفة في البلاد بعد أهل السنة والجماعة. تشهد البروتستانتية نموًا في البلاد حيث وفقا لإحصاءات كتاب حقائق العالم في عام 2000 كان 5.7% من سكان إندونيسيا من أتباع الكنائس البروتستانتية. في حين أشار تعداد عام 2010 إلى أن ما يقرب من 7% من السكان أي 16.5 مليون يعتبرون أنفسهم بروتستانت، وهم أكبر تجمع بروتستانتي في جنوب شرق آسيا، وينتمي معظم البروتستانت إلى الكنائس الإصلاحيَّة واللوثرية.
وصلت البروتستانتية في إندونيسيا إلى حد كبير نتيجة جهود التبشير الهولندي الإصلاحي واللوثري خلال الفترة الإستعماريَّة في البلاد، بدايًة من خلال شركة الهند الشرقية الهولندية في القرن السادس عشر. وساهمت سياسة حظر الكاثوليكية في زيادة كبيرة في نسبة وعدد المؤمنين البروتستانت في إندونيسيا. لم تمتد جهود التبشير إلى جاوة أو غيرها من المناطق ذات الأغلبية مسلمة. توسعت البروتستانتية بشكل كبير في القرن العشرين، مع وصول المبشرين الأوروبيين إلى بعض أجزاء من البلاد، مثل غينيا الغربية الجديدة وجزر سوندا الصغرى. وبعد الانقلاب عام 1965، شهدت الكنائس البروتستانتية نموًا كبيرًا في عدد الأعضاء، ويرجع ذلك جزئيًا إلى الشعور بعدم الارتياح تجاه التطلعات السياسية للأحزاب الإسلامية.
يشكل البروتستانت حاليًا أقلية كبيرة في بعض أنحاء البلاد. على سبيل المثال حوالي 17% من المواطنين في جزيرة سولاوسي هم من البروتستانت، وخاصًة في نوسا تنقارا الشرقية وفي جنوب اقليم سولاوسي وسولاوسي الوسطى. وعلاوة على ذلك، تصل نسبة البروتستانت إلى 65% بين السكان من عرقية تورجان. الإندونيسيين الصينيين يشكلون جزء كبير من السكان البروتستانت، المنتشرون في جميع أنحاء إندونيسيا مع أغلبية تتركز في المناطق الحضرية الرئيسية. في عام 2000 كان ما يقرب من 35% من الصينيين في أندونيسيا يعتنقون المسيحية وهناك زيادة مستمرة بين جيل الشباب. اثنين من المحافظات في اندونيسيا ذات أغلبية بروتستانتية وهي بابوا وسولاوسي الشمالية، مع 60% وحوالي 64% من مجموع السكان على التوالي.

### الكاثوليكية

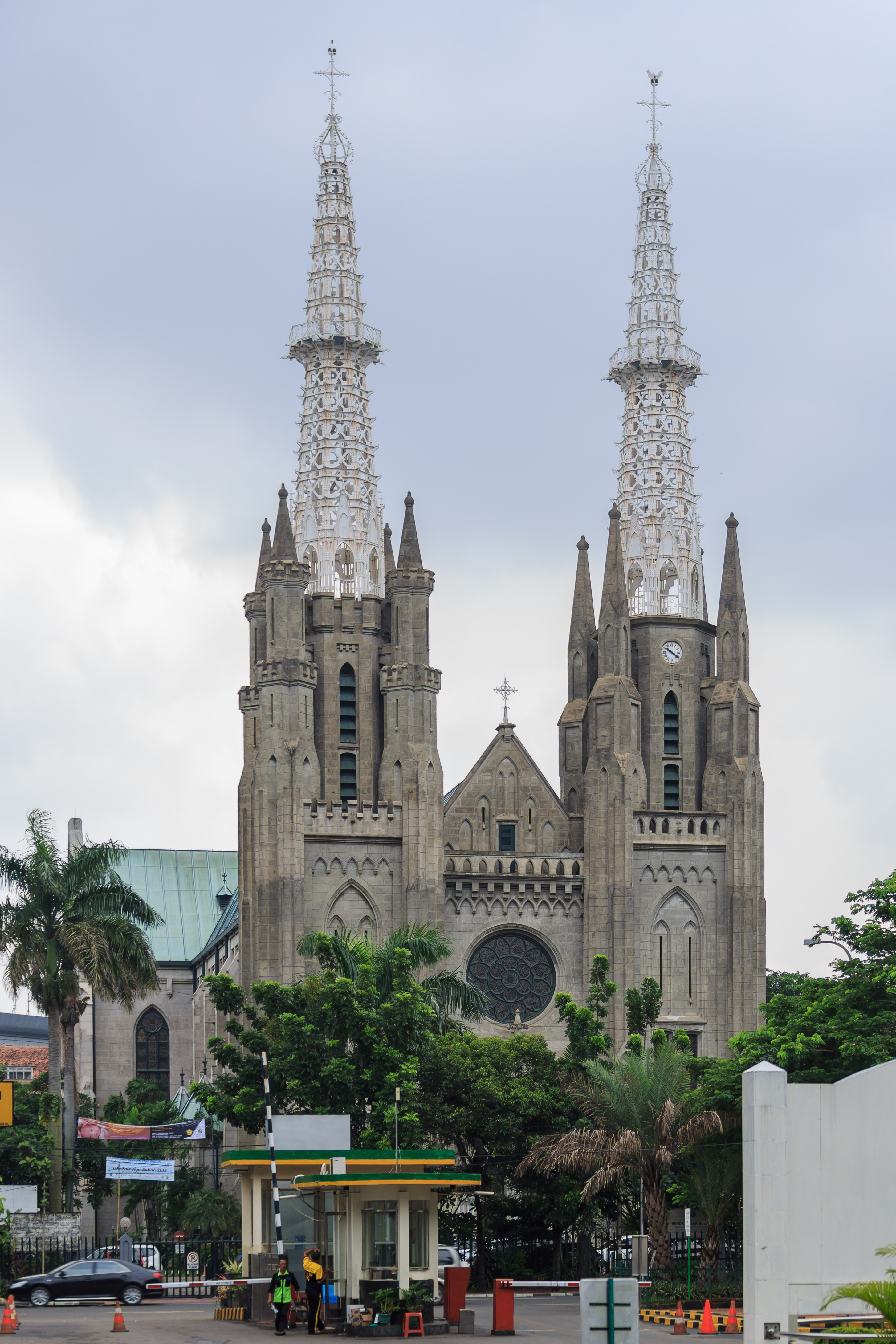
كاتدرائية سانت ماري الكاثوليكية، جاكرتا.

الكنيسة الكاثوليكية الإندونيسيَّة هي جزء من الكنيسة الكاثوليكية العالمية في ظل القيادة الروحية للبابا في روما. واعتبارا من عام 2010، كان هناك أكثر من 7.5 كاثوليكي في ماليزيا أي حوالي 2.9% من مجموع السكان. ويتوزع كاثوليك البلاد على أسقفيَّة وسبعة وعشرين أبرشية يقودهم روحيًا مجلس الأساقفة الإندونيسي. ويعيش معظم الكاثوليك في كالمنتان الغربية وفي محافظة بابوا ونوسا تنقارا الشرقية. تعد محافظة نوسا تنقارا الشرقية والتي تقع ببن تقع جزيرة فلوريس وتيمور الغربية المقاطعة الوحيدة في اندونيسيا ذات الغالبية الكاثوليكية حيث يشكلون حوالي 54.5% من مجموع السكان. وتضم كل من سومطرة الشمالية وكالمنتان الغربية وسولاوسي الجنوبية ومالوكو وجاوة الوسطى أعداد معتبرة وكبيرة من السكان الكاثوليك.
وصلت الكاثوليكية إلى إندونيسيا مع وصول البرتغاليين للتجارة في التوابل. كان هدف العديد من البرتغاليين نشر الرومانية الكاثوليكية في إندونيسيا، بدءًا من جزر الملوك (مالوكو) في عام 1534. بين عام 1546 وعام 1547 نشطت الارساليّات المسيحية التبشيرية وّعمدت العديد من السكان المحليين. خلال حقبة الهند الشرقية الهولندية انخفض عدد الممارسين للكاثوليكية بشكل كبير، وذلك بسبب سياسة التي اتبعتها الحكومة الهولندية الإستعمارية في حظر الكاثوليكية. العداء من قبل الهولنديين تجاه الكاثوليكية يعود تاريخها بسبب استقلال الأمّة البروتستانتية الهولندية بعد الحرب الدامية التي امتدت ثمانين عامًا ضد الحكم القمعي الكاثوليكي لأسرة هابسبورغ في إسبانيا. وكانت النتيجة الأكثر أهمية للكاثوليكية انتشارها في جزيرة فلوريس وتيمور الشرقية. وبعد رفع الحظر عن قانون التبشير في الكاثوليكية تم إضفاء الصفة القانونية على الكنيسة الكاثوليكية في المملكة الهولندية بدءًا من عام 1800، عادت الكاثوليكية في الانتشار من جديد في أندونيسيا.
تعرض الكاثوليك لبعض من الأعمال المعادية للمسيحية منها أعمال شغب بنجرماسين مايو 1997 التي وقعت في 23 مايو 1997 في اليوم الأخير من الحملة الانتخابية لـلانتخابات التشريعية الإندونيسية، 1997. حصلت أعمال العنف في مدينة بنجرماسين الإسلامية المتشددة، حيث كان مؤيدو حزب التنمية المتحدة (PPP) يشعرون بالظلم من استغلال السلطة الواضح من حزب جولكار الحاكم. وبعد صلاة الجمعة، قام آلاف بالهجوم على المؤيدين المتجهين إلى مسيرة تابعة لحزب جولكار. تسبب العنف الناتج في مقتل العديد من مؤيدي جولكار، بالإضافة إلى الهجوم على أعمال تجارية ضخمة وعلى مسيحيين وصينيين. حرقت كنيسة باتاك البروتستانتية، القريبة من مسجد كبير، ومنازل مجاورة يمتلكها صينيون وكاتدرائية سانت ماري الكاثوليكية وكنيستين كاثوليكيتين والعديد من المدارس الكاثوليكية ومنزل أحد المسنين. هذا بالإضافة إلى تخريب أو تدمير 8 مراكز تسوق ومتجر ليما كاهايا (الأكبر في المنطقة في ذلك الوقت) وأعمال تجارية يمتلكها صينيون وكنائس تابعة لسبع طوائف ومعبد بوذي وفندقين و21 سيارة و130 منزلاً وأربعة مبان حكومية.

## ديموغرافيا

### التعداد السكاني
بحسب التعداد السكاني انخفض تعداد الكاثوليك من عام 1990 إلى عام 2000 بسبب استقلال تيمور الشرقية ذات الأغلبيَّة الكاثوليكية. ومنذ تعداد السكان عام 1980 تم فصل الكاثوليك والبروتستانت في التعداد السكاني.
|             | 1971   | 1971   | 1980   | 1980   | 1985   | 1985   | 1990   | 1990   | 2000   | 2000   | 2005   | 2005   | 2010   | 2010   |
| ----------- | ------ | ------ | ------ | ------ | ------ | ------ | ------ | ------ | ------ | ------ | ------ | ------ | ------ | ------ |
| مسلمون      | 103.58 | 87.51% | 128.46 | 87.94% | 142.59 | 86.92% | 156.32 | 87.21% | 177.53 | 88.22% | 189.01 | 88.58% | 207,18 | 87.18% |
| بروتستانت   | 8.74   | 7.39%  | 8.51   | 5.82%  | 10.59  | 6.46%  | 10.82  | 6.04%  | 11.82  | 5.87%  | 12.36  | 5.79%  | 16.53  | 6.96%  |
| كاثوليك     | 8.74   | 7.39%  | 4.36   | 2.98%  | 5.14   | 3.13%  | 6.41   | 3.58%  | 6.13   | 3.05%  | 6.56   | 3.07%  | 6.91   | 2.91%  |
| هندوس       | 2.30   | 1.94%  | 4.76   | 3.26%  | 3.18   | 1.94%  | 3.29   | 1.83%  | 3.65   | 1.81%  | 3.70   | 1.73%  | 4.01   | 1.69%  |
| بوذيون      | 1.09   | 0.92%  | 4.76   | 3.26%  | 1.60   | 0.98%  | 1.84   | 1.03%  | 1.69   | 0.84%  | 1.30   | 0.61%  | 1.70   | 0.72%  |
| كنفوشسيون   | 0.97   | 0.82%  | 4.76   | 3.26%  | 0.95   | 0.58%  | 0.57   | 0.32%  | 0.41   | 0.20%  | 0.21   | 0.10%  | 0.12   | 0.05%  |
| آخرون       | 1.69   | 1.42%  | 4.76   | 3.26%  | 0.95   | 0.58%  | 0.57   | 0.32%  | 0.41   | 0.20%  | 0.24   | 0.11%  | 0.30   | 0.13%  |
| غير معلن    | 1.69   | 1.42%  | 4.76   | 3.26%  | 0.95   | 0.58%  | 0.57   | 0.32%  | 0.41   | 0.20%  | 0.24   | 0.11%  | 0.14   | 0.06%  |
| لم يجب      | 1.69   | 1.42%  | 4.76   | 3.26%  | 0.95   | 0.58%  | 0.57   | 0.32%  | 0.41   | 0.20%  | 0.24   | 0.11%  | 0.76   | 0.32%  |
| مجمل السكان | 118.37 |        | 146.08 |        | 164.05 |        | 179.25 |        | 201.24 |        | 213.38 |        | 237.64 |        |

### حسب الإثنية
المسيحية حسب الإثنية وفقاً لتعداد السكان عام 2010
| الجاويون     | 92,107,046  | 2,428,121  | 160,090   | 90,465    | 2,857   | 9,599   | 94,788,943  |
| السونديون    | 36,450,022  | 1,814      | 1,851     | 24,528    | 4,854   | 3,235   | 36,665,892  |
| الملايو      | 8,643,370   | 8,484      | 1,031     | 19,848    | 1,243   | 242     | 8,751,218   |
| الباتاقيون   | 3,738,660   | 4,707,658  | 1,476     | 9,190     | 315     | 6,305   | 8,463,604   |
| المادوريون   | 7,157,518   | 7,695      | 368       | 435       | 32      | 43      | 7,166,091   |
| شعب بتاوي    | 6,607,019   | 151,429    | 1,161     | 39,278    | 1,805   | 252     | 6,800,944   |
| المينانغكابو | 6,441,071   | 1,822      | 179       | 1,255     | 49      | 44      | 6,459,420   |
| البوقس       | 6,348,200   | 35,516     | 26,102    | 957       | 47      | 2,395   | 6,413,217   |
| البانتينيون  | 4,634,374   | 4,810      | 101       | 2,680     | 70      | 242     | 4,642,277   |
| البنجر       | 4,108,104   | 15,775     | 994       | 1,396     | 62      | 410     | 4,126,741   |
| الباليون     | 127,274     | 49,385     | 3,736,993 | 10,378    | 142     | 473     | 3,924,645   |
| الأتشيهيون   | 3,398,818   | 403        | 70        | 1,028     | 7       | 4       | 3,403,961   |
| شعب الداياك  | 1,016,697   | 2,017,870  | 12,140    | 17,502    | 568     | 154,219 | 3,218,996   |
| شعب الساساك  | 3,153,671   | 5,540      | 4,555     | 10,682    | 7       | 439     | 3,174,894   |
| الصينيون     | 131,682     | 1,211,692  | 3,552     | 1,388,829 | 94,005  | 1,114   | 2,830,874   |
| آخرون        | 23,057,923  | 12,436,323 | 63,909    | 73,027    | 9,422   | 117,848 | 35,758,452  |
| مجمل التعداد | 207,121,449 | 23,359,556 | 4,005,337 | 1,691,478 | 115,485 | 296,864 | 236,590,169 |
| المصدر:      |             |            |           |           |         |         |             |

### حسب الأقاليم
المسيحية حسب الأقاليم وفقاً لتقديرات عام 2018
|         | الأقاليم                   | مجمل تعداد السكان عام 2018 | البروتستانت %    | الكاثوليك %      | مجمل تعداد المسيحيون % |
| 1       | آتشيه %                    | 5,253,512 100%             | 64,300 1.22%     | 5,101 0.10%      | 69,401 1.32%           |
| 2       | سومطرة الشمالية %          | 14,908,036 100%            | 4,066,305 27.28% | 647,325 4.34%    | 4,713,630 31.62%       |
| 3       | سومطرة الغربية %           | 5,542,994 100%             | 80,812 1.46%     | 46,246 0.84%     | 127,058 2.30%          |
| 4       | رياو %                     | 6,149,692 100%             | 581,673 9.46%    | 63,430 1.03%     | 645,103 10.49%         |
| 5       | جمبي %                     | 3,491,764 100%             | 113,544 3.25%    | 19,855 0.57%     | 133,399 3.82%          |
| 6       | سومطرة الجنوبية %          | 8,030,200 100%             | 79,965 0.97%     | 49,643 0.60%     | 129,068 1.57%          |
| 7       | بنغكولو %                  | 1,953,891 100%             | 33,087 1.65%     | 8,092 0.41%      | 41,179 2.06%           |
| 8       | لامبونغ %                  | 8,675,884 100%             | 129,162 1.43%    | 82,941 0.92%     | 212,103 2.35%          |
| 9       | بانغكا - بليتونغ %         | 1,394,483 100%             | 29,114 2.09%     | 18,782 1.35%     | 47,896 3.44%           |
| 10      | جزر رياو %                 | 1,961,388 100%             | 234,745 11.97%   | 47,678 2.42%     | 282,423 14.40%         |
| 11      | جاكرتا %                   | 11,011,862 100%            | 945,089 8.58%    | 432,086 3.92%    | 1,377,175 12.50%       |
| 12      | جاوة الغربية %             | 45,632,714 100%            | 833,418 1.83%    | 293,613 0.64%    | 1,127,031 2.47%        |
| 13      | جاوة الوسطى %              | 36,614,603 100%            | 601,959 1.64%    | 357,113 0.98%    | 959,072 2.62%          |
| 14      | يوغياكارتا %               | 3,645,487 100%             | 89,020 2.44%     | 166,964 4.58%    | 255,984 7.02%          |
| 15      | جاوة الشرقية %             | 40,706,075 100%            | 686,516 1.69%    | 278,384 0.68%    | 964,900 2.37%          |
| 16      | بنتن %                     | 10,868,810 100%            | 286,723 2.64%    | 134,829 1.24%    | 421,552 3.88%          |
| 17      | بالي %                     | 4,236,983 100%             | 65,962 1.56%     | 33,352 0.79%     | 99,314 2.35%           |
| 18      | نوسا تنقارا الغربية %      | 5,287,577 100%             | 13,534 0.26%     | 9,819 0.19%      | 23,353 0.45%           |
| 19      | نوسا تنقارا الشرقية %      | 5,426,418 100%             | 1,962,768 36.17% | 2,906,404 53.56% | 4,869,172 89.73%       |
| 20      | كالمنتان الغربية %         | 5,427,075 100%             | 623,839 11.66%   | 1,203,137 22.17% | 1,826,976 33.83%       |
| 21      | كالمنتان الوسطى %          | 2,577,215 100%             | 429,481 16.67%   | 81,420 3.16%     | 510,901 19.83%         |
| 22      | كليمنتان الجنوبية %        | 4,042,565 100%             | 53,689 1.33%     | 21,421 0.53%     | 75,110 1.86%           |
| 23      | كالمنتان الشرقية %         | 3,612,106 100%             | 275,706 7.63%    | 156,565 4.34%    | 432,301 11.97%         |
| 24      | كالمنتان الشمالية %        | 645,118 100%               | 133,424 20.68%   | 38,957 6.04%     | 172,381 26.72%         |
| 25      | سولاوسي الشمالية %         | 2,645,118 100%             | 1,673,635 63.27% | 116,895 4.42%    | 1,790,530 67.69%       |
| 26      | سولاوسي الوسطى %           | 2,969,475 100%             | 491,915 16.57%   | 26,437 0.89%     | 518,352 17.46%         |
| 27      | سولاوسي الجنوبية %         | 9,117,380 100%             | 700,287 7.68%    | 154,199 1.69%    | 854,486 9.37%          |
| 28      | سولاوسي الجنوبية الشرقية % | 2.632.939 100%             | 44,906 1.71%     | 16,070 0.61%     | 60,976 2.32%           |
| 29      | غورونتالو %                | 1,181,531 100%             | 17,489 1.48%     | 1,049 0.09%      | 18,538 1.57%           |
| 30      | سولاوسي الغربية %          | 1,563,896 100%             | 231,072 14.78%   | 17,602 1.13%     | 248,674 15.91%         |
| 31      | مالوكو %                   | 1,854,229 100%             | 729,181 39.33%   | 126,638 6.83%    | 855,819 46.16%         |
| 32      | مالوكو الشمالية %          | 1,314,849 100%             | 322,498 24.53%   | 6,470 0.49%      | 328,968 25.02%         |
| 33      | بابوا الغربية %            | 1,148,154 100%             | 621,351 54.12%   | 87,607 7.63%     | 708,958 61.75%         |
| 34      | بابوا %                    | 4,346,593 100%             | 3,000,104 69.02% | 669,185 15.40%   | 3,669,289 84.42%       |
|         | إندونيسيا %                | 266,534,836 100%           | 20,246,267 7.60% | 8,325,339 3.12%  | 28,571,606 10.72%      |
| المصدر: |                            |                            |                  |                  |                        |

## الانتشار

### حسب المناطق
المسيحية هي أقلية في إندونيسيا، ولا ينتشر أتباعها بالتساوي في جميع أنحاء الأرخبيل. المقاطعات الإندونيسية مع غالبية السكان الذين يعتنقون المسيحية هي بابوا وبابوا الغربية ونوسا تنقارا الشرقية وسولاوسي الشمالية.

#### سومطرة

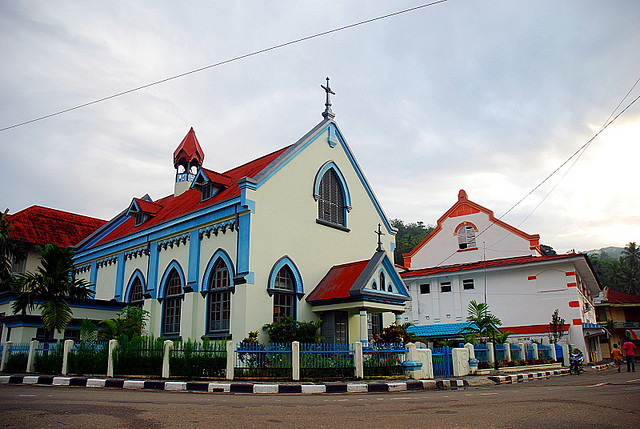
كنيسة كاثوليكية في ساواهلونتو.

آتشه دار السلام أو آتشيه هي إحدى الأقاليم الخاصة في إندونيسيا. تلقب بشرفات مكة، ويقصدها المسلمون المالايو للتطهر قبل السفر للحج بمكة، ومن ذلك جاء اللقب. وفقًا لإحصائية تعود لعام 2010 يقطن في الإقليم حوالي 50,300 بروتستانتي و3,310 كاثوليكي. القضايا الدينية غالبًا ما تكون حساسة في آتشيه. هناك دعم قوي جدا للإسلام في جميع أنحاء المحافظة وأحياناً للمجموعات الدينية الأخرى، مثل المسيحيين أو البوذيين، تشعر الأقليّات الدينيّة أنها تخضع لضغوط اجتماعية للحد من أنشطتها. على سبيل المثال، في أواخر عام 2012 أغلقت تسعة كنائس مسيحية ومعابد بوذية في آتشيه بناءً على أوامر من الحكومة المحلية. وردًا على ذلك أعرب بعض المسيحيين عن قلقهم بشأن هذه الإجراءات. ويضم الإقليم حوالي مائة كنيسة تخدم حوالي عشرين ألف مسيحي، لكن السلطات المحليَّة تسمح فقط لكنيسة وأربعة مصليات صغيرة للعبادة والتي تخدم حوالي 10,000 مسيحي.
بحسب التعداد السكاني عام 2010 حوالي 8% من سكان جزيرة سومطرة مسيحيين، وحوالي 34.9% من سكان سومطرة الشمالية من أتباع الطوائف المسيحية المختلفة، في حين أنَّ حوالي 2.2% من سكان سومطرة الغربية من المسيحيين معظمهم من أتباع الكنائس البروتستانتيَّة وتعتنق أقلية من شعب المينانغكابو المسيحيَّة دينًا، ويصل نسبة أتباع الكنائس المسيحية في بنغكولو إلى حوالي 2% من السكان، ويعتنق حوالي 9.5% من سكان رياو المسيحيَّة دينًا ومعظمهم على المذهب البروتستانتي، ويعتنق حوالي 13.4% من سكان جزر رياو المسيحيَّة دينًا ومعظمهم على المذهب البروتستانتي، في حين أنَّ حوالي 3% من سكان جمبي من المسيحيين، حوالي 1.5% من سكان سومطرة الجنوبية من المسيحيين ومعظمهم من العرقية الصينيَّة، ويعتنق حوالي 2.4% من سكان لامبونغ المسيحيَّة دينًا ومعظمهم على المذهب البروتستانتي، وحوالي 3.3% من سكان بانغكا - بليتونغ من المسيحيين.

#### جاوة

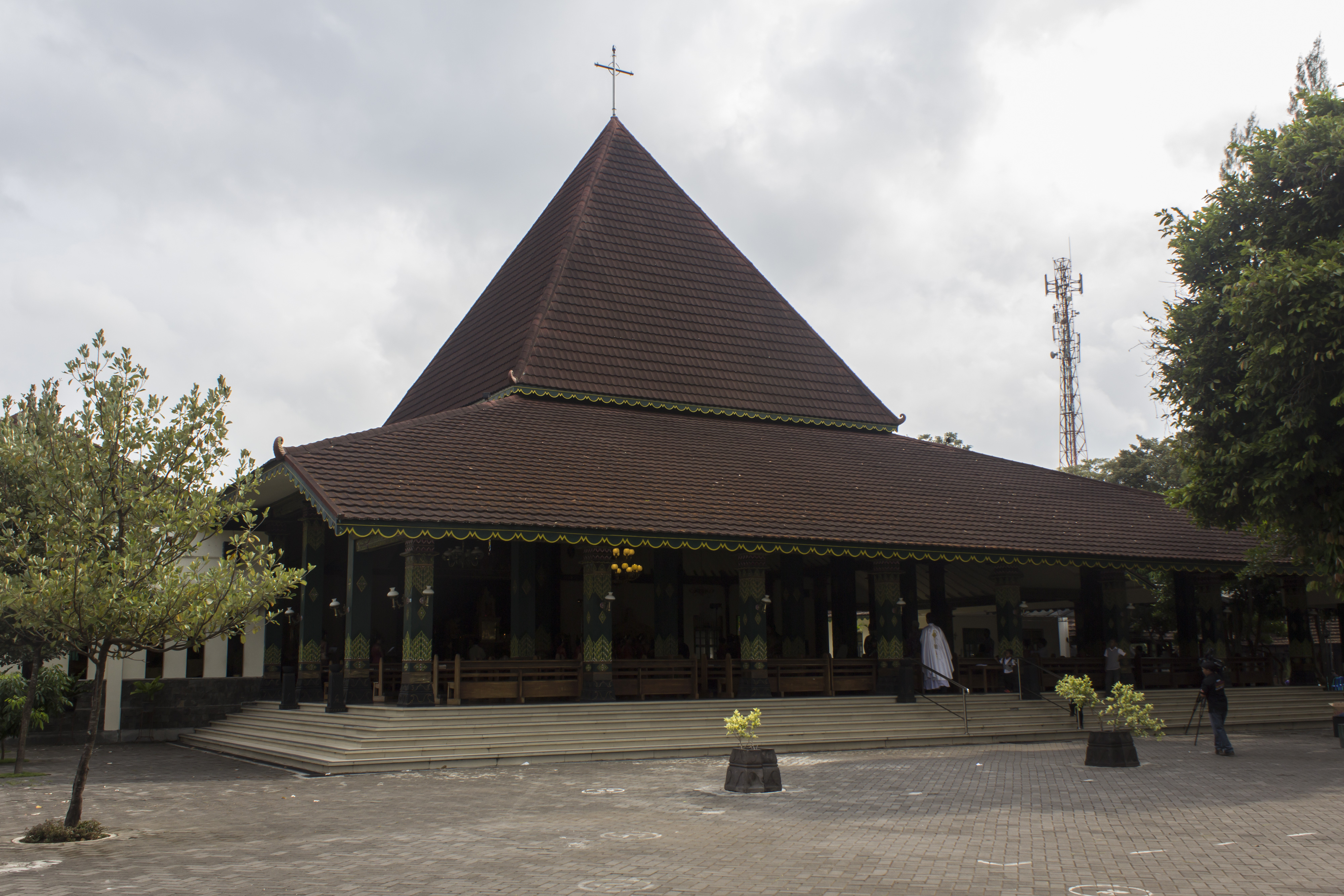
كنيسة غانجوران الكاثوليكية في يوغياكارتا.

هناك مجتمعات مسيحية تقطن في جزيرة جاوة، معظمها في المدن الكبيرة، على الرغم من أن بعض المناطق الريفية في جنوب وسط جاوة تضم مجتمعات رومانية كاثوليكيَّة ذات حضور قوي. ابتداء من القرن الخامس عشر، وصل كل من الإسلام والمسيحية إلى جاوة وانتشروا ببطء. بسبب الصراعات الداخلية والخارجية، انهارت إمبراطورية ماجاباهيت في القرن السادس عشر. انتشر الإسلام بسرعة في ظل سلطة الملوك المسلمين الجدد، بينما كان انتشار المسيحية تحت إشراف القوى الاستعمارية. وكان المبشرين البروتستانت الهولنديين نشطين في جزيرة جاوة وناجحين إلى حد ما. وكان المبشر اليسوعي الكاثوليكي الهولندي فرانس فان ليث قد حقق بعض النجاح، وخاصةً في المناطق المحيطة بالوسط من جاوة الوسطى ويوغياكارتا في بداية القرن العشرين، ودفن في المقبرة اليسوعية في منتيلان.
هناك أقلية من الجاويين الذين يعتنقون الديانة المسيحية على المذهب البروتستانتي والكاثوليكي، والذين يتركزون في جاوة الوسطى (خاصةً سمارانغ وسوراكارتا وسالاتيغا ومجلانغ)، في حين تُعتبر مدينة يوجياكارتا من معاقل الكاثوليكية في جاوة. وقد تطورت ثقافة مسيحية جاوية لها خصائص مميزة ومنفردة. وفقًا لمصادر مختلفة، منذ منتصف وأواخر الستينيات من القرن العشرين، تحول ما بين مليونين إلى 2.5 مليون مسلم من العرقية الجاوية إلى المسيحية.
وفقاً لتعداد السكان حوالي 12.6% من سكان العاصمة جاكرتا من المسيحيين وثلثهم من أتباع الكنائس البروتستانتية، يذكر أنه في عام 2014 أدى أول حاكم مسيحي لجاكرتا اليمين الدستورية رغم الاحتجاجات التي نظمها متشددون دينياً والذين كانوا يعارضون تولي غير مسلم المنصب، والذي يُعتبر من أهم المناصب السياسية في إندونيسيا. بحسب التعداد السكاني عام 2010 حوالي 2.3% من سكان جاوة الغربية وحوالي 3.6% من سكان بنتن وحوالي 2.7% من سكان جاوة الوسطى وحوالي 7.2% من سكان يوغياكارتا وحوالي 2.3% من سكان جاوة الشرقية من أتباع الطوائف المسيحيَّة.

#### كليمنتان
تتراوح نسبة المسيحيين بين 25% إلى حوالي 35% من سكان كليمنتان ومعظمهم من شعب الداياك والذين اعتنقوا المسيحية خلال القرن التاسع عشر. بحسب التعداد السكاني عام 2010 حوالي 34.3% من سكان كالمنتان الغربية وحوالي 18% من سكان كالمنتان الوسطى وحوالي 1.7% من سكان كليمنتان الجنوبية وحوالي 13.4% من سكان كالمنتان الشرقية وحوالي 33.6% من سكان كالمنتان الشمالية من أتباع الطوائف المسيحية.

#### جزر سوندا الصغرى

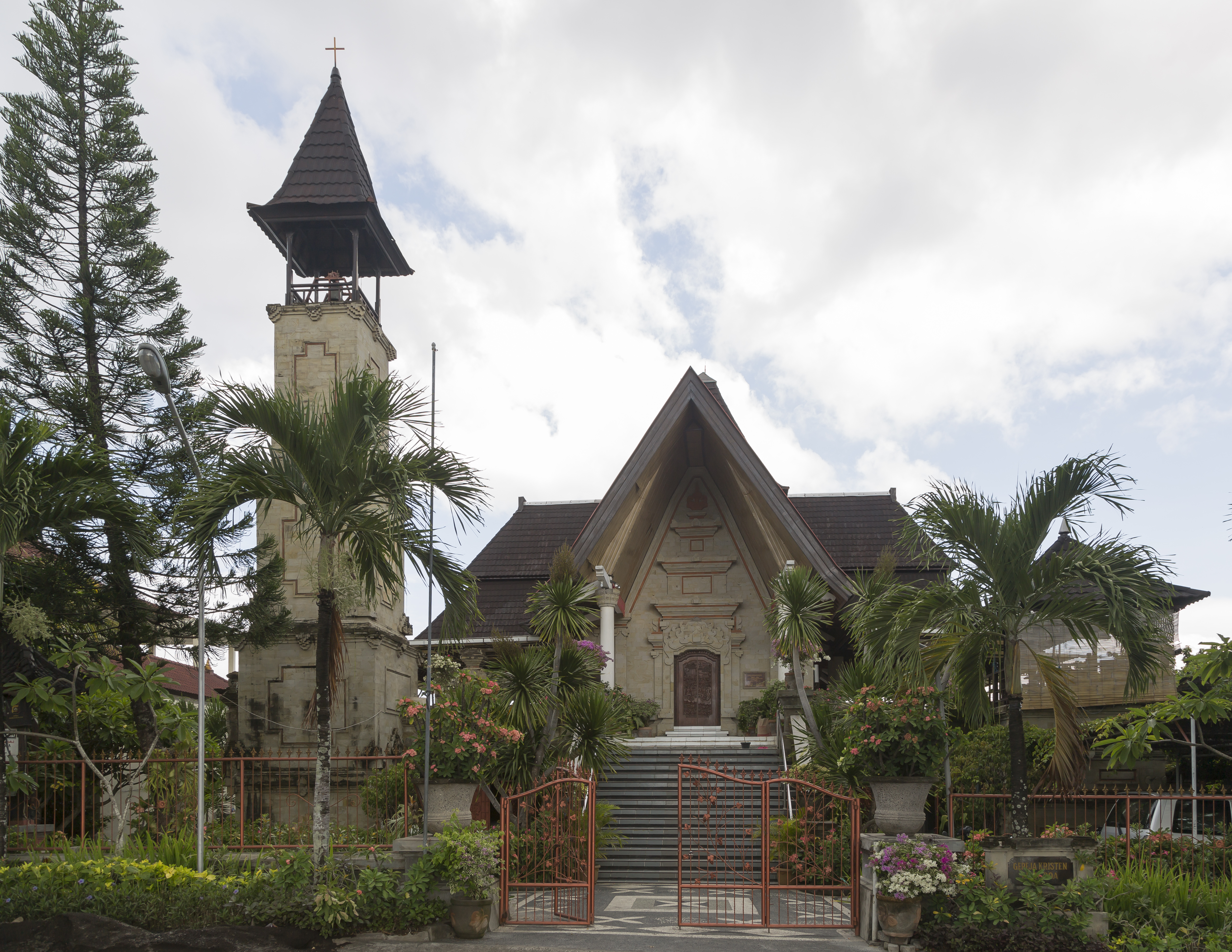
كنيسة جيمات بوكيت دوا البروتستانتية في بالي.

بحسب التعداد السكاني عام 2010 حوالي 2.4% من سكان جزيرة بالي من أتباع الديانة المسيحية. واحتفظت بالي، على عكس جزيرة جاوة المجاورة، بثقافتها الهندوسية عندما وصل الإسلام إلى الأرخبيل الإندونيسي. بدأ الهولنديون في بناء وجودهم في الجزيرة بعد عام 1846 في سنغاراجا، وخضعت الجزيرة لاحقًا بالكامل في عام 1908. بدأ ثلاثة مبشرين من جمعية بعثة أوترخت البروتستانتية العمل حول سنغاراجا في عام 1864. وفي عام 1930، حصل مبشر ناطق بالصينيَّة من كاما على إذن للعمل في بالي من أجل تلبية احتياجات المسيحيين الصينيين، وقرر عدة مئات من الباليين المحليين التحول للمسيحية. كان رد فعل الباليين الهندوس معاديًا للتبشير المسيحي ونتيجة لذلك، سحب الهولنديون مرة أخرى الإذن للتبشير من قبل المبشرين الأجانب، اعتبارًا من عام 1933، على أساس أن المبشر لم يحافظ على عمله بين المجتمعات الصينية، ولكن قام بالتبشير بين الباليين الأصليين. وكان الرد الهولندي على عداء الباليين للمتحولين المسيحيين من خلال إنشاء قرية بروتستانتية في بالي، وهي بليمبينغساري، في عام 1939. وتأسست بالاساري وهي قرية كاثوليكية في عام 1940. وتبقى المجتمعات المسيحية في بلمبينغساري وبالاساري حجر أساس المسيحية البالية، علمًا أن أتباع الديانة المسيحية في بقية أنحاء الجزيرة.
بحسب التعداد السكاني عام 2010 حوالي 0.5% من سكان نوسا تنقارا الغربية من المسيحيين، في حين أن حوالي 88.8% من سكان نوسا تنقارا الشرقية من أتباع الديانة المسيحية وينتمي نصفهم إلى المذهب الروماني الكاثوليكي. وحوالي 91% من سكان تيمور الغربية من المسيحيين وينتمي أكثر من نصفهم إلى المذهب الروماني الكاثوليكي.

#### سولاوسي

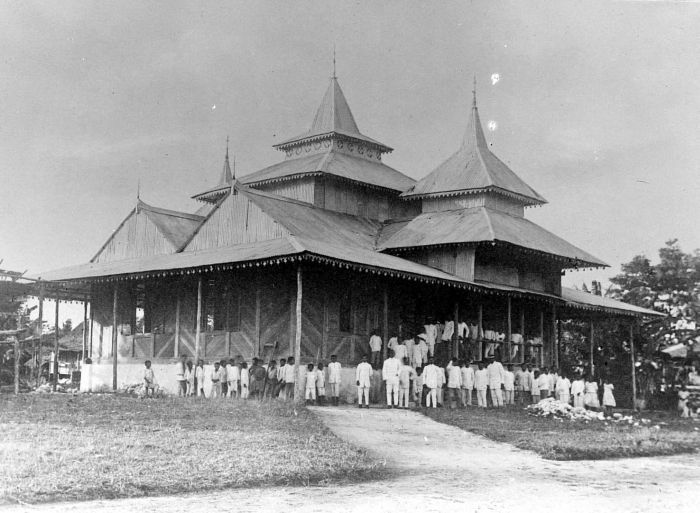
صورة تاريخيَّة لبروتستانت أمام كنيسة في جزر تالاود.

يشكل المسيحيون أقلية كبيرة في جزيرة سولاوسي. وفقًا للديموغرافي توبي أليس فولكمان حوالي 17% من سكان سولاوسي هم من البروتستانت وأقل من 2% من الرومان الكاثوليك. ويتركز المسيحيون على طرف شبه الجزيرة الشمالية حول مدينة مانادو حيث يشكلون حوالي 67% من السكان، والتي يسكنها شعب ميناسا، وهم في الغالب شعب بروتستانتي، وجزر سينغيه وجزر تالاود الواقعة في أقصى الشمال. وتحول شعب توراجا من تانا توراجا في المنطقة الجبلية من سولاوسي الجنوبية إلى حد كبير إلى المسيحية منذ استقلال إندونيسيا. وهناك أيضا أعداد كبيرة من المسيحيين حول بحيرة بوسو في سولاويسي الوسطى، وبين الشعوب الناطقة بلغة بامونا في سولاويسي الوسطى، وبالقرب من ماماسا.
بحسب التعداد السكاني عام 2010 حوالي 15.1% من سكان سولاوسي الغربية وحوالي 73.4% من سكان سولاوسي الشمالية وحوالي 17.8% من سكان سولاوسي الوسطى وحوالي 9.1% من سكان سولاوسي الجنوبية وحوالي 2.3% من سكان سولاوسي الجنوبية الشرقية وحوالي 1.6% من سكان غورونتالو من أتباع الطوائف المسيحية المختلفة خصوصًا على المذهب البروتستانتي.

#### جزر الملوك

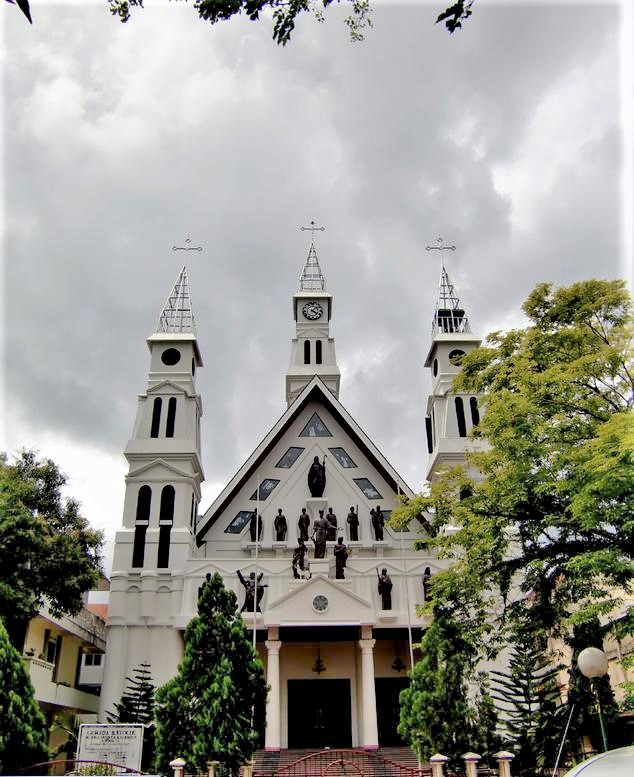
كاتدرائية فرنسيس كسفاريوس الكاثوليكية في أمبون.

حوالي 48.1% من سكان مالوكو من أتباع الديانة المسيحية ويعتنق حوالي 41.6% من السكان المذهب البروتستانتي في حين أنَّ 6.7% من السكان من أتباع المذهب الروماني الكاثوليكي. في حين كان التأثير الديني البرتغالي على ملقا وسومطرة صغير جدًا، كانت مهمتهم إلى مالوكو، وهي جزر التوابل الهامة من الأرخبيل الشرقي، أكثر أهمية. هبطوا أولا في أمبون، حيث استقطبوا السكان الأصليين بالفعل ووجد البرتغاليون أنفسهم متحالفين مع أولو سيوا، والتي جعلت معارضتهم للولي-ليما المسيحية خيارًا جذابًا. وسعت سلطنة تيرنات الإسلامية إلى رعاية البرتغاليين، وتقدم الاحتكار التجاري في مقابل الدعم العسكري ضد الممالك المحلية المتنافسة. في عام 1534، تم تأسيس أول طائفة كاثوليكية في هالماهيرا، نتيجة لنداء إلى البرتغاليين للحماية من هالماهيرا ضد التوغلات التيرناتية الحماية المقدمة على شرط التحول إلى المسيحية. وقد أدى المزيد من التبشير إلى تحول العديد من نبلاء تيرنات إلى المسيحية، في حين عمل المبشر اليسوعي فرنسيس كسفاريوس والذي عمل في أمبون وجزيرة تيرنات وموروتاي في هالماهيرا بين عام 1546 وعام 1547. ويقال انه قد تعمد خمسمائة شخص على يد فرنسيس كسفاريوس. رفض السلطان هايرون من سلطنة تيرنات التحول إلى المسيحية، كمدافع عن العقيدة الإسلامية، وشن ابنه الحرب ضد البرتغاليين وحلفائهم المسيحيين المحليين. ونتيجة لذلك، تم التخلي عن البعثة اليسوعية تقريبا في عام 1573، وقتل المسيحيون أو تم اجبارهم على اعتناق الإسلام. ولم ينج القاطنين حول الحصن اليسوعي في أمبون. خلال الحقبة الإستعمارية عاد نشاط البعثات المسيحية وجذبت العديد من السكان المحليين. وتم دعم الطائفة المسيحية من خلال إنشاء العديد من المدارس البروتستانتية.
بحسب التعداد السكاني عام 2010 حوالي 25.4% من سكان مالوكو الشمالية وحوالي 60.3% من سكان بابوا الغربية من المسيحيين ومعظمهم على المذهب البروتستانتي. وفقًا لتعداد عام 2010 حوالي 83.15% من سكان بابوا عرّفوا أنفسهم بأنهم مسيحيون مع 65.48% بروتستانت و17.67% رومان كاثوليك. إلى جانب 15.89% من السكان هم من المسلمين، وأقل من 1% من أتباع البوذية أو الهندوسية. وهناك أيضا ممارسة كبيرة للمعتقدات الأرواحية من قبل سكان بابوا.

## الأوضاع الاجتماعية

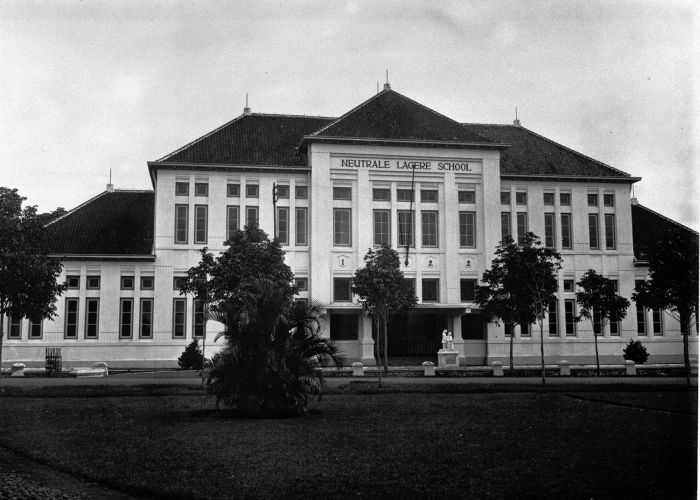
مدرسة القديس يوسف في مالانغ: تملك الكنيسة شبكة واسعة من المؤسسات التعليمية.

على الرغم من أنَّ نسبة المسيحيين تبلغ 10% من مجموع سكان إندونيسيا، لكن تأثيرهم الاقتصادي ملحوظ ومشاركتهم السياسية آخذة في التزايد على خلفية تجارب سابقة لأحزاب مسيحية اندمجت ضمن أحزاب قومية كبيرة منذ عقود، وقد صُرح لحزبين مسيحيين بالنشاط السياسي وهما حزب السلام والإزهار وحزب حب الديمقراطية للمشاركة في الانتخابات التشريعية. ويعد المسيحيين المجموعة الدينيَّة الأكثر تعلمًا في إندونيسيا حيث وفقًا لدراسة قامت بها مركز بيو للأبحاث عام 2016 تحت اسم الدين والتعليم حول العالم حوالي 15% من المسيحيين في إندونيسيا حاصلين على تعليم عال ومن حملة الشهادات الجامعيَّة، بالمقارنة مع 12% من البوذيين وحوالي 9% من الهندوس وحوالي 7% من المُسلمين في إندونيسيا.

### النمو السكاني المسيحي

كنيسة في جاوة الوسطى: منذ منتصف وأواخر الستينيات من القرن العشرين، تحول ما بين مليونين إلى 3 ملايين مسلم إلى المسيحية في إندونيسيا.

وفقًا لمصادر مختلفة، منذ منتصف وأواخر الستينيات من القرن العشرين، تحول ما بين مليونين إلى 3 ملايين مسلم إلى المسيحية في إندونيسا، وبحسب دراسة نُشرت من قِبل معهد دراسات الدين في جامعة بايلور عام 2015، وجدت أنه في عام 2015 كان هناك حوالي 6.5 مليون مسيحي إندونيسي من خلفية إسلامية، ويضم الرقم المتحولين للمسيحية وأبناءهم. وتعتمد الدراسة في تقديرها للعدد على تقدير أفيري ويليس سنة (1977)، ويشمل العدد المذكور (6.5 مليون) هؤلاء المتحولين الأوائل -الذين قد مات بعضهم- وكذلك أطفالهم. وبحسب أفيري ويليس أن «سبب التحولات كان الانقلاب الشيوعي الفاشل في عام 1965، والمذابح التي تلت ذلك هذا الانقلاب من قبل المسلمين، والتشريعات التي تطلبت التسجيل لواحدة من الأديان الرسمية الخمسة في البلاد، أدت إلى تحول ضخم للكنائس المسيحية بسبب ما اعتبره البعض من المتحولين وحشية ترتكب باسم الإسلام».
وتُظهر بعض التقارير أيضًا أن العديد من أقلية الإندونيسيين الصينيين تحولوا إلى المسيحية. أفاد عالم الديموغرافيا آريس أنانتا في عام 2008 أن «الأدلة تُشير إلى أن المزيد من الصينيين البوذيين أصبحوا مسيحيين لأنهم رفعوا معاييرهم ومستواهم التعليمي». ويعزو ذلك بأن المسيحية، على عكس البوذية، غالبًا ما ترتبط بـ«الحداثة» و«التعليم الغربي». وفقًا للباحث جافين دبليو جونز من الجامعة الوطنية الأسترالية «كان هناك نمو سريع في عدد المسيحيين الصينيين» في إندونيسيا وخاصةُ في صفوف الشباب، و«تسارع تحول الصينيين إلى المسيحية في عقد 1960، خاصةً في جاوة الشرقية، وبالنسبة لإندونيسيا ككل، ارتفعت نسبة الصينيين الذين كانوا كاثوليك من 2% عام 1957 إلى 6% عام 1969».
بحسب تقرير لجامعة سنغافورة للإدارة «يتحول المزيد والمزيد من الناس في جنوب شرق آسيا إلى المسيحية. ولكن هؤلاء المتحولين الجدد - ومعظمهم من الصينيين العرقيين - ينجذبون بشكل خاص إلى المسيحية الكاريزمية». ويشير التقرير إلى دراسة الباحثة جولييت كونينغ وهايدي داهلس من الجامعة الحرة بأمستردام حيث وفقاً لهم «هناك توسعاً سريعاً للمسيحية الكاريزمية منذ الثمانينات فصاعداً. ويقال إن سنغافورة والصين وهونغ كونغ وتايوان وإندونيسيا وماليزيا لديها أسرع المجتمعات المسيحية نمواً، وأن غالبية المؤمنين الجدد هم صاعدون متحركون، وحضريون، وشباب من الطبقة المتوسطة». وبحسب التقرير تمتلك آسيا ثاني أكبر عدد مسيحيين من الخمسينيين من أي قارة، حيث ارتفع عدد الخمسينيين من 10 ملايين في عام 1970 إلى 135 مليونًا في عام 2000. وبحسب تيرينس تشونج من معهد دراسات جنوب شرق آسيا «تنمو حركة الخمسينية المستقلة بسرعة في جنوب شرق آسيا في العقود الأخيرة، مستفيدة من التوسع الأوسع في المسيحية الكاريزمية منذ الثمانينيات فصاعداً في سنغافورة وإندونيسيا وماليزيا، وكذلك في تايوان وكوريا الجنوبية».

### المواقف تجاه المسيحية
ينظر العديد من الإندونيسيين إلى المسيحية والمسيحيين نظرة إيجابيَّة ففي سنة 2010 وحسب دراسة لمعهد بيو حوالي 52% من لإندونيسيين لديهم نظرة إيجابية للمسيحية مقارنةً بحوالي 61% سنة 2006، وقال حوالي 6% من الإندونسيين أن المسيحية هي الديانة الأكثر عنفاً. بحسب مسح لمركز بيو للأبحاث نُشر عام 2013 يقول 21% من المسلمين الإندونيسيين إن جميع المسلمين في بلدهم، أو الكثير منهم، معادون للمسيحيين، وفقاً لمسح أجراه مركز بيو للأبحاث حول مسلمي العالم. ونحو 16% من تم استطلاع آرائهم من المسلمين في إندونيسيا يقولون إن كل أو معظم أو كثير من المسيحيين معادون للمسلمين. وبحسب مركز بيو للأبحاث حوالي 12% من المسلمين الإندونيسيين يقولون إنهم يعرفون بعضًا أو كثيرًا عن المعتقدات المسيحية، ويقول حوالي 87% من المسلمين الإندونيسيين أنَّ المسيحية تختلف كثيراً عن الإسلام، بالمقارنة مع 12% منهم يقولون أنَّ للمسيحية الكثير من القواسم المشتركة مع الإسلام. ويقول حوالي 2% من المسلمين الإندونيسيين أنهم سيكونون مرتاحين بحالة زواج ابنتهم من مسيحي، بالمقارنة مع 6% بحالة زواج ابنهم من مسيحيَّة. وقال 9% المسلمين الإندونيسيين أنهم يشاركون في اجتماعات دينيَّة منظمة مع المسيحيين.

### العنف ضد المسيحيين

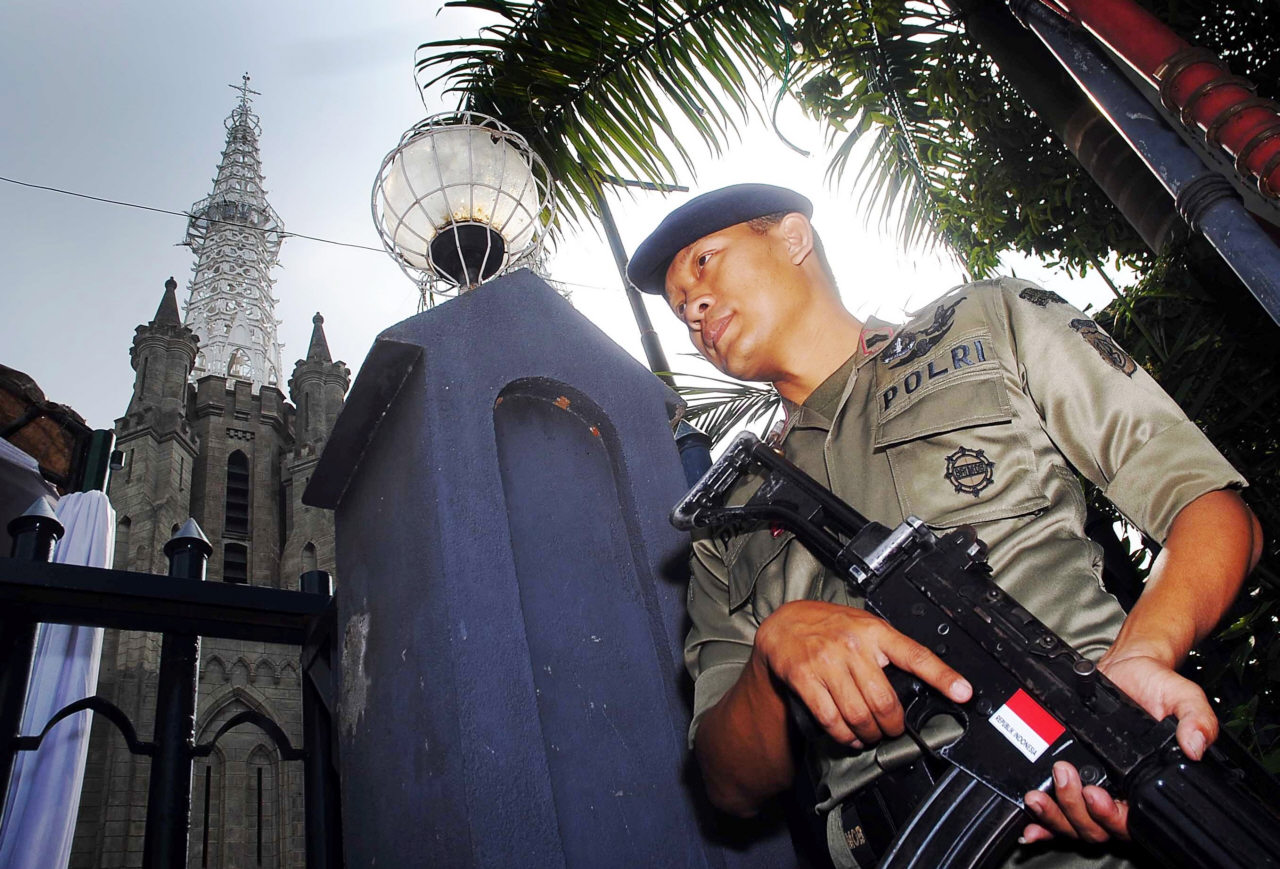
أحد أفراد الشرطة الخاصة الإندونيسية يحرس خارج كاتدرائية جاكرتا خلال احتفال مسيحي: تعرضت الكنائس المسيحية لعدد من الهجمات في البلاد.

تعرض الآلاف من المسيحيين للختان القسري والإجبار على اعتناق الإسلام بين السنوات 1999-2002 خلال الصراع بين المسلمين والمسيحيين في جزر الملوك، بالإضافة إلى الهجمات على الكنائس في جميع أنحاء إندونيسيا. اتهم الجيش، وخاصة وحدة القوات الخاصة «كوباسوس»، بمساعدة في الهجمات خلال النزاع الطائفي في جزر الملوك، وكان الرد الرسمي على هذه الهجمات غائبًا، بينما تم استخدام القوة الكاملة للقانون ضد المسيحيين المتورطين في العمليات أو الهجمات الانتقامية. عزز إعدام ثلاثة مواطنين كاثوليك في سولاوسي عام 2006 مخاوف من أن الدولة الإندونيسية تُحابي المسلمين بينما تعاقب الأقلية المسيحية.
في ديسمبر من عام 2000 استهدفت عدد من الكنائس ورجال دين مسيحيين في عدة مدن اندونيسية من بينها العاصمة واوقعت التفجيرات تسعة عشرة قتيلاً. حتى بعد انحسارالصراع بين المسلمين والمسيحيين في جزر الملوك، أصبح المسيحيون ضحايا لهجمات صغيرة، ولكنها منتظمة، من قبل المنظمات الإسلامية المتطرفة مثل الجبهة الدفاعية الإسلامية. في عام 2005، صُدم الإندونيسيون بقطع رؤوس ثلاث فتيات مسيحيات على أيدي جهادين مسلمين في سولاوسي.
في 8 فبراير عام 2011، هاجم المتفرجون في المحاكمة على أنطونيوس باوينجان والمدعين العامين والقضاة، وتعرضت الكنائس البروتستانتية والكاثوليكية والمدارس والممتلكات المسيحية الأخرى للتخريب في منطقة وصاية تيمانغونغ بجاوة الوسطى احتجاجًا على أن المدعين طالبوا فقط بحكم المحكمة على أنطونيوس باوينجان بالسجن خمس سنوات (أقصى عقوبة يُسمح بها القانون) بتهمة التجديف ضد الإسلام من خلال المنشورات الموزعة. ويُزعم أن رجل دين مسلم محلي طالب بتوقيع عقوبة الإعدام على أنطونيوس، بالمقابل حكم القاضي على أنطونيوس على الفور بالسجن خمس سنوات. وبحسب ما ورد قام السكان المسلمون المحليون بحماية قس كاثوليكي وحاولوا تقليل الضرر. وحُكم على رجل الدين المسلم المحلي فيما بعد بالسجن لمدة عام بتهمة التحريض على أعمال الشغب في منطقة تيمانغونغ. وقعت أعمال الشغب في تيمانغونغ بعد يومين من قيام 1,500 مُسلم سني بمهاجمة مسلمين أحمديين في بنتن، وقتل ثلاثة منهم.
في 9 مايو عام 2017، حكمت محكمة منطقة شمال جاكرتا على الحاكم المسيحي لجاكرتا باسوكي تجاهاجا بورناما بالسجن لمدة عامين بعد إدانته بالتجديف، وكان قد اتُهم «باسوكي تجاهاجا بورناما»، ويُعرف أيضاً بـ «أهوك» بإهانة الإسلام، وذلك بالإشارة إلى آية في القرآن خلال خطاب انتخابي عام 2016.
في 13 مايو عام 2018، كانت ثلاث كنائس هدفًا لتفجيرات انتحارية في سورابايا تبناها تنظيم الدولة الإسلامية،
في 28 نوفمبر عام 2020، قتل حوالي عشرة أشخاص، يُزعم أنهم من مجاهدي شرق إندونيسيا، أربعة مسيحيين وأحرقوا موقعًا لجيش الإنقاذ ومنازل للمسيحيين في سولاوسي الوسطى بإندونيسيا. وقُتل ثلاثة من الضحايا بقطع رقابهم، وقتلت الضحية الأخرى بقطع رأسها. من ناحية أخرى، نفت الشرطة الوطنية الإندونيسية أن تكون الهجمات بدوافع دينية، رُغم أن الشرطة تعهدت بالبدء في ملاحقة الجناة.

### التمييز ضد المسيحيين
وفقاً لمصادر يُعاني غير المسلمين من التمييز المستمر في إندونيسيا، بما في ذلك العقبات التي تحول دون الالتحاق بالجامعة ووظائف الخدمة المدنية. أشارت دراسة استقصائية أٌجريت في عام 2002 في جاكرتا إلى أن 80% من المستطلعين أرادوا تحريم أديان أخرى غير الإسلام، وأراد 73% أرادوا استبعاد غير المسلمين من التدريس في المدارس الحكومية، وعارض 42% بناء كنائس في منطقتهم. من الأمور ذات الأهمية الخاصة للمنظمات الدينية غير الإسلامية، المرسوم الوزاري المشترك لعام 2006 بشأن دور العبادة (الموقع من قبل وزارة الشؤون الدينية ووزارة الداخلية) والذي يتطلب من المجموعات الدينية الحصول على موافقة 60 أسرة على الأقل في المنطقة المجاورة مباشرة قبل بناء دار عبادة. تم استخدام هذا المرسوم بشكل متكرر لمنع بناء أماكن عبادة غير المسلمين وقد استشهدت به المنظمات الإسلامية المتطرفة لشن هجمات مختلفة على غير المسلمين.

### الشتات
فرَّ عدد من المسيحيين الإندونيسيين من الاضطهاد، ويشكلون جالية كبيرة في الخارج، في دول مثل الولايات المتحدة.
في عام 2010، أقرت محكمة الاستئناف الأمريكية للدائرة التاسعة، لأغراض قانون الهجرة الأمريكي: "سجل يفرض نتيجة مفادها أن المسيحيين في إندونيسيا هم مجموعة محرومة". وتعريف هذا المصطلح هو "مجموعة من الأفراد في بلد معين أو جزء من بلد، وجميعهم يشتركون في خاصية مشتركة ومحمية، والعديد منهم يتعرضون لسوء المعاملة، كما أن عدد كبير منهم يتعرض للاضطهاد "ولكنهم" غير مهددون بنمط أو ممارسة اضطهاد منهجي". وألقت المحكمة باللوم في تصاعد المشاعر المعادية للمسيحيين على تحالف سوهارتو مع الجماعات الإسلامية المتشددة في التسعينيات من القرن العشرين من أجل الحفاظ على سلطته، مشيرة إلى أنه "طهرَّ حكومته وجيشه من المسيحيين وقام باستبدالهم بالمسلمين الأصوليين"، مضيفة المحكمة أنه أُستمر الدعم والحماية للميليشيات الإسلامية العنيفة مثل لشكر جهاد من قبل النخبة العسكرية والسياسية منذ خروج سوهارتو من السلطة. وجاء في الحُكم أن "الكنائس المسيحية في جميع أنحاء إندونيسيا تعرضت للحرق والتفجير والتخريب من قبل متطرفين مسلمين، وغالبًا ما تكون هذه الاعتداءات مصحوبة بتهديدات مثل: "ليس لله ابن، أو لم يستطيع المسيح مساعدتك. لا يُصنع السلام مع المسيحيين .. الموت لكل المسيحيين".

### هجرات المسلمين التي ترعاها الدولة في المناطق المسيحية
وجدت أدلة من منظمة حقوق الإنسان الدولية بما في ذلك هيومن رايتس ووتش ومنظمة العفو الدولية أن الحكومة الإندونيسية ترعى هجرات المسلمين من جاوة وغيرها من المقاطعات ذات الأغلبية المسلمة إلى مناطق مسيحية مثل بابوا وبابوا الغربية وسولاوسي الشمالية وسولاوسي الغربية ومالوكو ونوسا تنقارا الغربية ونوسا تنقارا الشرقية في محاولة لطرد المسيحيين والأقليات الأصلية وعرقلة محاولات الانفصال. تم منع وسائل الإعلام الدولية من الإبلاغ عن الهجرة، خاصةً في الجزء الغربي من غينيا الجديدة، حيث تم حظر وسائل الإعلام الدولية في بابوا وبابوا الغربية من قبل جاكرتا.

## حواش
1. ↑  يشمل الرقم المتحولين للمسيحية وأطفالهم كذلك.